# كأس الأمم الإفريقية 2021
كأس الأمم الإفريقية 2021 المعروفة رسميًا باسم «توتال إنرجيز كأس الأمم الإفريقية 2021» كما يشار إليها اختصارًا بأفكون 2021 (بالإنجليزية: 2021 AFCON) أو كان 2021 (بالفرنسية: CAN 2021)، هي النسخة الثالثة والثلاثون من بطولات كأس الأمم الإفريقية للمنتخبات الوطنية عن فئة الرجال، المقامة تحت رعاية الاتحاد الإفريقي لكرة القدم، والتي استضافتها دولة الكاميرون في الفترة ما بين 9 يناير و6 فبراير من عام 2022، حيث تعد هذه النسخة من البطولة القارية، ثاني بطولة تنظمها الكاميرون على أراضيها بعد نسخة عام 1972. بموجب القرار الصادر رسميًا عن الاتحاد الإفريقي لكرة القدم في 20 سبتمبر 2014، فقد كان من المقرر أن تستضيف دولة ساحل العاج هذه النسخة، إلا أن سحب تنظيم نسخة كأس الأمم الإفريقية 2019 من الكاميرون، في 30 نوفمبر 2018 على خلفية فشلها في توفير متطلبات الاستضافة، قد غيّر الجدول الرياضي للبطولات. حيث صرّح رئيس الاتحاد الإفريقي أنذاك أحمد أحمد أن الكاميرون ستستضيف نسخة كأس الأمم الإفريقية لعام 2021 عوض نسخة 2019 التي نقلت إلى مصر، على أن تستضيف دولة ساحل العاج نسخة البطولة لعام 2023 ثم تستضيف غينيا نسخة عام 2025.
في 15 يناير 2020، أعلن الاتحاد الإفريقي لكرة القدم عن تغيير موعد إقامة البطولة المفترض في شهري يونيو ويوليو من عام 2021 إلى الفترة الممتدة من 9 يناير إلى 6 فبراير 2021، بسبب الظروف المناخية غير المواتية. ليعود الاتحاد في 30 يونيو 2020، ويعلن نقل البطولة للمرة الثانية إلى شهر يناير من العام 2022 بعد آثار جائحة فيروس كورونا في إفريقيا، مع الاحتفاظ باسم «كأس الأمم الإفريقية 2021» لأغراض تجارية.
جرت أطوار مباريات كأس الأمم الإفريقية 2021 في 5 مدن كاميرونية، من بينها مدينة ليمبي التي تعد إحدى مناطق نزاع الحرب الأهلية الكاميرونية، كما احتضنت العاصمة ياوندي مباراة الافتتاح والمباراة النهائية كذلك؛ حيث لعبت المبارتين على ملعب أوليمبي.
شهدت البطولة خروج منتخب الجزائر حامل اللقب من مرحلة المجموعات. بينما خرج منتخب الكاميرون صاحب الأرض من نصف النهائي بعد الخسارة بركلات الجزاء الترجيحية ضد المنتخب المصري، وحلّ في المركز الثالث في نهائيات البطولة بعد فوزه على منتخب بوركينا فاسو في مباراة تحديد المركز الثالث والرابع.
فاز منتخب السنغال في المباراة النهائية، بركلات الجزاء الترجيحية 4–2 على حساب المنتخب المصري بعد انتهاء الوقت الأصلي والإضافي بالتعادل السلبي، ليُتوج باللقب للمرة الأولى في تاريخه.

## اختيار الدولة المستضيفة
أعلنت اللجنة التنفيذية بالاتحاد الإفريقي لكرة القدم يوم 24 يناير 2014، عن تلقيها لملفات ثلاثة دول راغبة باستضافة بطولة 2021.
العروض:
- الجزائر
- غينيا
- ساحل العاج

العروض المرفوضة:
- جمهورية الكونغو الديمقراطية
- الغابون
- زامبيا

أُجِل قرار إعلان اختيار الدولة المضيفة من مايو 2014 إلى سبتمبر 2014، لمنح كل دولة مرشحة لاستضافة البطولة الوقت الكافي لاستقبال وفد التفتيش. بعد التصويت النهائي في اجتماع اللجنة التنفيذية للاتحاد الإفريقي لكرة القدم في 20 سبتمبر 2014، أعلن الاتحاد الإفريقي لكرة القدم عن البلد المضيف لنسخ كأس الأمم الإفريقية الثلاثة 2019، 2021 و 2023، حيث أسندت نسخة 2019 إلى الكاميرون، نسخة 2021 إلى ساحل العاج ونسخة 2023 إلى غينيا.
تغيير المضيف
في 30 نوفمبر 2018، جَرَّد الاتحاد الإفريقي لكرة القدم دولة الكاميرون من استضافة كأس الأمم الإفريقية 2019 بسبب عدم قدرتها على استيفاء الشروط المطلوبة، وخوفًا من تعريض البطولة لأي تهديد أمني؛ لتنقل بعدها إلى مصر. أعلن رئيس الاتحاد آنذاك أحمد أحمد أن الكاميرون وافقت على استضافة كأس الأمم الإفريقية 2021. وبالتالي، ستحتضن ساحل العاج المستضيفة الأصلية لنسخة 2021، دورة 2023 التي كان من المقرر إقامتها في غينيا، لتُنظم هذه الأخيرة نسخة 2025. في 30 يناير 2019، أكد رئيس الاتحاد الإفريقي على تغيير الجدول الزمني لاستضافة البطولات، بعد اجتماع مع رئيس ساحل العاج الحسن واتارا في العاصمة أبيدجان.

### آثار جائحة فيروس كورونا
كان من المقرر في الأصل أن تُقام البطولة في الفترة ما بين 9 يناير و6 فبراير 2021. حيث لُعب الدور التمهيدي وجولتين من مرحلة المجموعات من التصفيات المؤهلة في الفترة ما بين 9 أكتوبر و19 نوفمبر 2019، غير أن الجولتين الثالثة والرابعة من مرحلة المجموعات والتي كان من المقرر إجراؤها في البداية في الفترة من 23 إلى 31 مارس ومن 1 إلى 9 يونيو 2020 على التوالي قد أُجلت، كما أُعيدت جدولة جميع المباريات التأهيلية المتبقية بسبب جائحة فيروس كورونا في إفريقيا.
في 30 يونيو 2020، أعلن الاتحاد الإفريقي لكرة القدم عن إعادة جدولة موعد انطلاق كأس الأمم الإفريقية 2021، لتقام في يناير 2022 عوض الفترة ما بين 9 يناير و6 فبراير 2021 بسبب تداعيات جائحة فيروس كورونا، مع الإعلان لاحقًا عن المواعيد المحددة. فيما بعد، أُلغيت وأُعيدت جدولة المسابقات والأحداث القارية الأخرى التي كانت ستقام، بما في ذلك المواعيد الجديدة لتصفيات كأس الأمم الإفريقية المتبقية، والتي تَقرر أن تُكتَمل بحلول مارس 2021. في 31 مارس 2021، تم التأكيد على أن البطولة النهائية ستقام في الفترة من 9 يناير إلى 6 فبراير 2022، أي بعد عام واحد بالضبط من تاريخ بدايتها المقرر في البداية.

## التصفيات
شاركت جميع المنتخبات الوطنية الـ 52 المنضمة للاتحاد الإفريقي لكرة القدم في خوض غمار التصفيات المؤهلة لكأس الأمم الإفريقية 2021، بما في ذلك ممثل مستضيف البطولة منتخب الكاميرون. كان من المقرر أن تقام التصفيات المؤهلة في الفترة ما بين 9 أكتوبر 2019 و17 نوفمبر 2020، ولكن زادت الفترة بسبب الآثار المترتبة عن جائحة فيروس كورونا في إفريقيا، حيث انتهت التصفيات في 30 مارس 2021.

### المنتخبات المتأهلة
شارك في البطولة 24 منتخبًا وطنيًا، بعدما أُبقي على الشكل الحالي للبطولة. من بينهم 14 منتخبًا سبق وأن شارك في النسخة السابقة، أبرزهم المنتخب الجزائري حامل لقب كأس الأمم الإفريقية لعام 2019 في مصر. كما شهدت البطولة مشاركة منتخبي جزر القمر وغامبيا لأول مرة في تاريخهما.
تأهلت المنتخبات التالية لدورة 2021.
| المنتخب          | طريقة التأهل            | تاريخ التأهل   | المشاركة رقم | أخر مشاركة | أفضل أداء سابق                                   | تصنيف الفيفا في بداية المنافسة |
| ---------------- | ----------------------- | -------------- | ------------ | ---------- | ------------------------------------------------ | ------------------------------ |
| الكاميرون        | المضيف/مُتصدر المجموعة و | 8 يناير 2019   | 20           | 2019       | البطل (1984، 1988، 2000، 2002، 2017)             | 50                             |
| السنغال          | مُتصدر المجموعة ط        | 15 نوفمبر 2020 | 16           | 2019       | وصيف (2002، 2019)                                | 20                             |
| الجزائر          | مُتصدر المجموعة ح        | 16 نوفمبر 2020 | 19           | 2019       | البطل (1990، 2019)                               | 29                             |
| مالي             | مُتصدر المجموعة أ        | 17 نوفمبر 2020 | 12           | 2019       | وصيف (1972)                                      | 53                             |
| تونس             | مُتصدر المجموعة ي        | 17 نوفمبر 2020 | 20           | 2019       | البطل (2004)                                     | 30                             |
| بوركينا فاسو     | مُتصدر المجموعة ب        | 24 مارس 2021   | 12           | 2017       | وصيف (2013)                                      | 60                             |
| غينيا            | وصيف المجموعة أ         | 24 مارس 2021   | 13           | 2019       | وصيف (1976)                                      | 81                             |
| جزر القمر        | وصيف المجموعة ز         | 25 مارس 2021   | 1            | أول مُشاركة | أول مُشاركة                                       | 132                            |
| الغابون          | وصيف المجموعة د         | 25 مارس 2021   | 8            | 2017       | ربع النهائي (1996، 2012)                         | 89                             |
| غامبيا           | مُتصدر المجموعة د        | 25 مارس 2021   | 1            | أول مُشاركة | أول مُشاركة                                       | 150                            |
| مصر              | مُتصدر المجموعة ز        | 25 مارس 2021   | 25           | 2019       | البطل (1957، 1959، 1986، 1998، 2006، 2008، 2010) | 45                             |
| غانا             | مُتصدر المجموعة ج        | 25 مارس 2021   | 23           | 2019       | البطل (1963، 1965، 1978، 1982)                   | 52                             |
| غينيا الاستوائية | وصيف المجموعة ي         | 25 مارس 2021   | 3            | 2015       | المركز الرابع (2015)                             | 114                            |
| زيمبابوي         | وصيف المجموعة ح         | 25 مارس 2021   | 5            | 2019       | دور المجموعات (2004، 2006، 2017، 2019)           | 121                            |
| ساحل العاج       | مُتصدر المجموعة ك        | 26 مارس 2021   | 24           | 2019       | البطل (1992، 2015)                               | 56                             |
| المغرب           | مُتصدر المجموعة ه        | 26 مارس 2021   | 18           | 2019       | البطل (1976)                                     | 28                             |
| نيجيريا          | مُتصدر المجموعة ل        | 27 مارس 2021   | 19           | 2019       | البطل (1980، 1994، 2013)                         | 36                             |
| السودان          | وصيف المجموعة ج         | 28 مارس 2021   | 9            | 2012       | البطل (1970)                                     | 125                            |
| مالاوي           | وصيف المجموعة ب         | 29 مارس 2021   | 3            | 2010       | دور المجموعات (1984، 2010)                       | 129                            |
| إثيوبيا          | وصيف المجموعة ك         | 30 مارس 2021   | 11           | 2013       | البطل (1962)                                     | 137                            |
| موريتانيا        | وصيف المجموعة ه         | 30 مارس 2021   | 2            | 2019       | دور المجموعات (2019)                             | 103                            |
| غينيا بيساو      | وصيف المجموعة ط         | 30 مارس 2021   | 3            | 2019       | دور المجموعات (2017، 2019)                       | 106                            |
| الرأس الأخضر     | وصيف المجموعة و         | 30 مارس 2021   | 3            | 2015       | ربع النهائي (2013)                               | 73                             |
| سيراليون         | وصيف المجموعة ل         | 15 يونيو 2021  | 3            | 1996       | دور المجموعات (1994، 1996)                       | 108                            |

## الملاعب
مع توسع كأس الأمم الإفريقية من 16 إلى 24 فريقًا، استُخدمت ستة ملاعب في خمس مدن كاميرونية. الملاعب الستة التي اختيرت لاستضافة المباريات هي ملعب أوليمبي، ملعب أحمدو أهيدجو في العاصمة ياوندي، ملعب جابوما في دوالة، ملعب ليمبي في ليمبي، ملعب كويكونغ في بافوسام وملعب رومدي أدجيا في غروة. أقيم حفل الافتتاح وكذلك المباراة الافتتاحية للبطولة والنهائي على ملعب أوليمبي المبني حديثًا والذي يتسع لـ 60,000 متفرج في ياوندي.

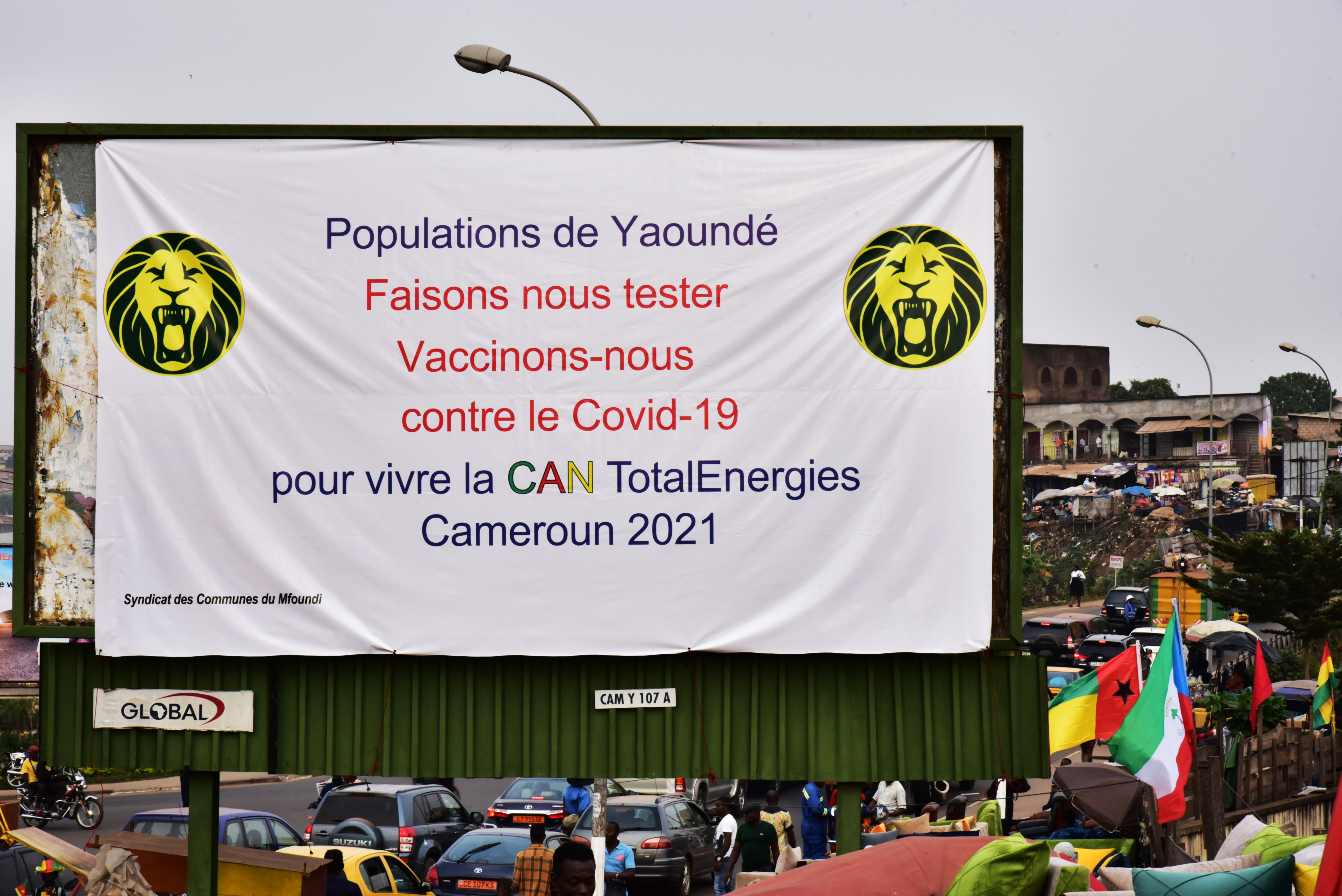
لافتة تدعو ساكنة مدينة ياوندي إلى الكشف عن فيروس كورونا والتلقيح ضده، من أجل إنجاح المسابقة.

أعلن الاتحاد الإفريقي لكرة القدم يوم 4 يناير 2022، عن نسبة الحضور الجماهيري في مباريات البطولة، حيث حُددت نسبة 80% من سعة الملعب في مباريات مستضيف الدورة منتخب الكاميرون، بينما خُصصت نسبة 60% لباقي المنتخبات، كما سُمح بدخول المشجعين الحاصلين على لقاح كورونا فقط، لمنع انتشار فيروس كورونا.
| دوالة ياوندي غروة بافوسام ليمبيكأس الأمم الإفريقية 2021 (الكاميرون) | ليمبي            | ياوندي        | ياوندي            |
| ------------------------------------------------------------------- | ---------------- | ------------- | ----------------- |
| دوالة ياوندي غروة بافوسام ليمبيكأس الأمم الإفريقية 2021 (الكاميرون) | ملعب ليمبي       | ملعب أوليمبي  | ملعب أحمدو أهيدجو |
| دوالة ياوندي غروة بافوسام ليمبيكأس الأمم الإفريقية 2021 (الكاميرون) | السعة: 20,000    | السعة: 60,000 | السعة: 42,500     |
| دوالة ياوندي غروة بافوسام ليمبيكأس الأمم الإفريقية 2021 (الكاميرون) |                  |               |                   |
| دوالة ياوندي غروة بافوسام ليمبيكأس الأمم الإفريقية 2021 (الكاميرون) | غروة             | بافوسام       | دوالة             |
| دوالة ياوندي غروة بافوسام ليمبيكأس الأمم الإفريقية 2021 (الكاميرون) | ملعب رومدي أدجيا | ملعب كويكونغ  | ملعب جابوما       |
| دوالة ياوندي غروة بافوسام ليمبيكأس الأمم الإفريقية 2021 (الكاميرون) | السعة: 30,000    | السعة: 20,000 | السعة: 50,000     |
| دوالة ياوندي غروة بافوسام ليمبيكأس الأمم الإفريقية 2021 (الكاميرون) |                  |               |                   |

## النظام

### نظام البطولة
شارك أربعة وعشرون منتخب في هذه النسخة، تأهل ممثل البلد المُضيف، منتخب الكاميرون بشكل تلقائي للبطولة، بينما تأهلت المنتخبات الأخرى عبر تصفيات مؤهلة. في النهائيات، قُسم الـ24 فريقًا على ست مجموعات ضم كل منها أربعة فرق، ولعبت دورة روبن واحدة في كل مجموعة. بعد مرحلة المجموعات، تأهل متصدر ووصيف كل مجموعة وأربعة أفضل فرق في المركز الثالث إلى دور الـ 16. ثم تقدم الفائزون إلى الدور ربع النهائي، بعدها تأهل الفائزون في الربع النهائي إلى نصف النهائي. لعب الخاسرون في الدور نصف النهائي مباراة لتحديد صاحب المركز الثالث، في حين لعب الفائزون في نصف النهائي في المباراة النهائية.

### معايير كسر التعادل
حصل كل فريق على 3 نقاط للفوز، ونقطة واحدة للتعادل، و0 نقطة للخسارة. طُبقت معايير كسر التعادل التالية حسب الترتيب على الفرق المتعادلة في النقاط، لتحديد المراكز النهائية (المادة 74 من النظام الأساسي):
1. النقاط المحصل عليها في المواجهات المباشرة بين الفرق المتساوية فيما بينها بالنقاط؛
2. الفرق في الأهداف في المواجهات المباشرة بين الفرق المتساوية فيما بينها بالنقاط؛
3. الأهداف المسجلة في المواجهات المباشرة بين الفرق المتساوية فيما بينها بالنقاط؛
4. إذا كان أكثر من فريقين متعادلين رغم تطبيق جميع المعايير السابقة أعلاه، فإنه يتم إعادة تطبيق جميع معايير المواجهات المباشرة أعلاه حصريًا على هذه الفرق؛
5. فارق الأهداف في جميع مباريات المجموعة؛
6. الأهداف المسجلة في جميع مباريات المجموعة؛
7. سحب القرعة.

## التحكيم
اختير الحكام التاليون لقيادة مباريات كأس الأمم الإفريقية 2021. شهدت البطولة تعيين حكمين من خارج قارة إفريقيا، حيث تم الاستعانة بحكمين من الكونكاكاف، كما شهدت قائمة الحكام ظهور الحكمة ساليما موكاسانجا، والتي أصبحت أول امرأة تدير مباراة في تاريخ كأس الأمم الإفريقية، حين أدارت مباراة زيمبابوي وغينيا ضمن الجولة الثالثة من المجموعة الثانية.

### حكام الساحة
- مصطفى غربال
- هيلدر مارتنز دي كارفاليو
- جوشوا بوندو
- باسيفيك ندابيهاوينيمانا
- بليز يوفين نجوا
- محمود البنا
- أمين عمر
- باملاك تيسيما وييسا
- دانيال ني لاريا
- باكاري غاساما
- ماريو إسكوبار (كونكاكاف)
- بيتر واويرو كاماكو
- بوبو تراوري
- داهاني بيدا
- أحمد امتياز هيرالال
- رضوان جيد
- جان جاك ندالا نجامبو
- ساليما موكاسانجا
- ماجويت نداي
- عيسى سي
- برنارد كاميلي
- فيكتور جوميز
- صادق السلمي
- جاني سيكازوي

### الحكام المساعدين
- عبد الحق التشيالي
- مقرن جوراري
- جيرسون ايميليانو دوس سانتوس
- سيدو تياما
- الفيس جاي نوبوي نجينجو
- كارين أتيزامبونج فونو
- عيسى يايا
- سليمان علم الدين
- محمود أبو الرجال
- أحمد حسام طه إبراهيم
- سيديبيه صديقي
- ليبان عبد الرازق أحمد
- جيلبرت شيريوت
- سورو فاتسواني
- عطية عيسى أمسعيد
- ليونيل هاسينجاوسوا أندرياناتياين
- مصطفى أكركاد
- لحسن أزجاو
- زكريا برينسي
- فتيحة الجرمومي
- أرسينيو مارينجولا
- محمدو يحيى
- صامويل بوادوتاكام
- أوليفيه سافاري كابيني
- جبريل كامارا
- الحاجي مالك سامبا
- جيمس فريدريك ايميل
- زاكيلي توسي جرانفيل سيويلا
- ابراهيم عبد الله محمد
- خليل حسني
- ديك أوكيلو

### الحكام المساعدين بالفيديو
- لحلو بن براهيم
- مهدي عبيد شارف
- محمود محمد عاشور
- فرناندو جيريرو (كونكاكاف)
- عادل زوراق
- بشرى كربوبي
- سمير الكزاز
- هيثم قيراط

### التحكيم بمساعدة الفيديو

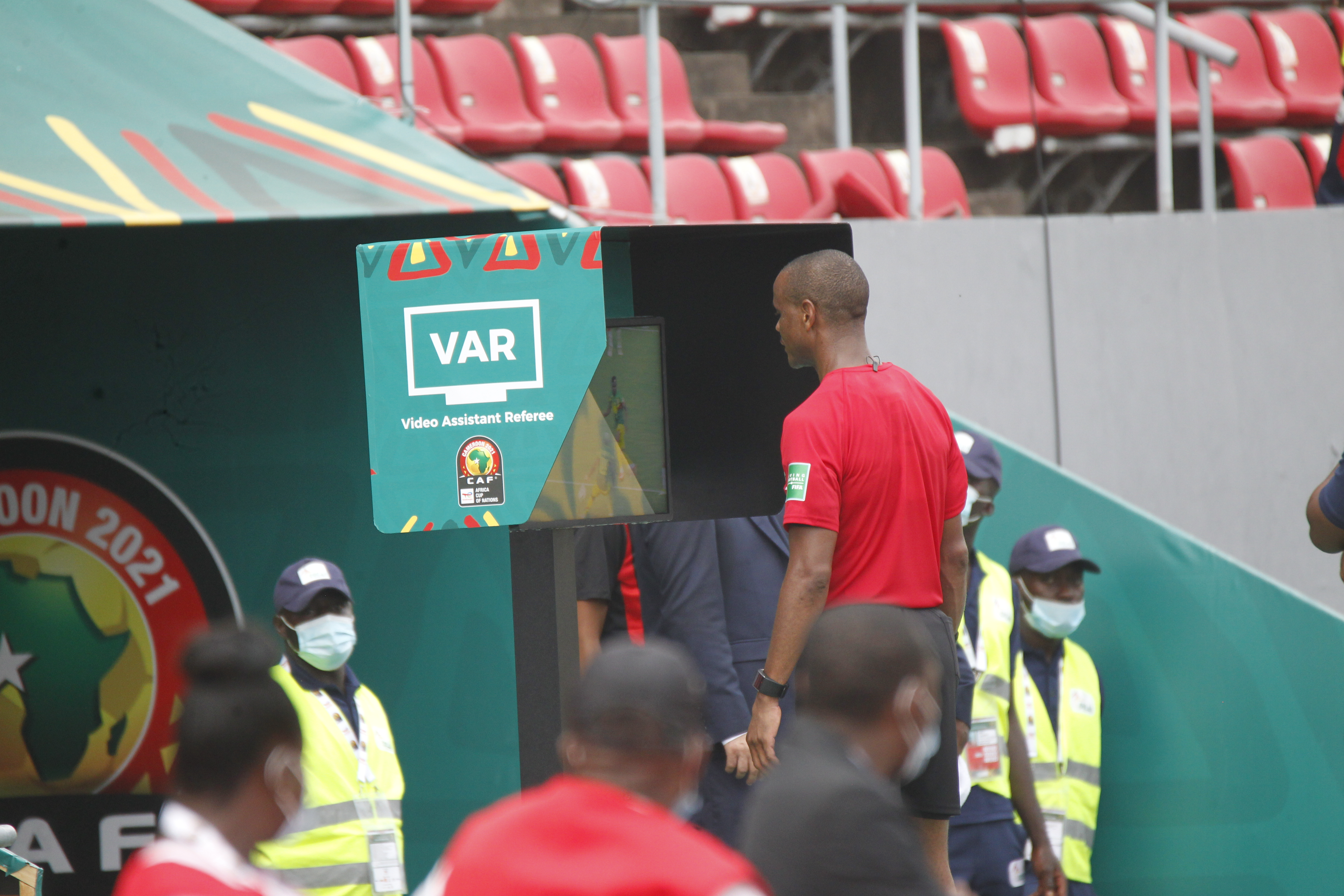
الحكم الزامبي جاني سيكازوي يعود إلى تقنية التحكيم بمساعدة الفيديو خلال مباراة تونس ومالي في مرحلة المجموعات.

شهدت جميع مباريات البطولة حضور تقنية التحكيم بمساعدة الفيديو (الفار)، لأول مرة في تاريخ المسابقة، حيث استخدمت التقنية في النسخة السابقة بداية من دور الربع النهائي فقط. أول حالة يلجأ لها الحكم في دور المجموعات كانت في المباراة الافتتاحية بين الكاميرون وبوركينا فاسو، حيث أعلن الحكم الجزائري مصطفى غربال عن ركلة جزاء لصالح الكاميرون في الشوط الأول بعد العودة إلى التقنية.

## القرعة
كان من المقرر إقامة القرعة يوم 25 يونيو 2021، لكنها أُجلت لأسباب لوجستية إلى يوم 17 أغسطس 2021، حيث جرت في مركز ياوندي للمؤتمرات في العاصمة ياوندي، على الساعة 19:00 بالتوقيت المحلي، توقيت غرب إفريقيا (ت ع م+01:00). قدمتها النيجيرية ميمي فواز والكاميروني ليونار شاتيلان، بمشاركة مجموعة من اللاعبين السابقين: الكاميروني صامويل إيتو، الكاميرونية جايل إنجاناموي، الجزائري رابح ماجر، الإفواري ديدييه دروغبا، الغاني أسامواه جيانـ كما أدار مدير مسابقات الكاف، سامسون أدامو، عملية القرعة.
قُسم الأربع والعشرين منتخب مُتأهل إلى أربعة أوعية يضم كل منها ستة فرق، صُنف ممثل البلد المنظم، الكاميرون في الوعاء الأول رفقة حامل اللقب، الجزائر مع المنتخبات المتبقية الأعلى بناء على تصنيف فيفا العالمي الصادر يوم 12 أغسطس 2021.
| وعاء 1                                                                        | وعاء 2                                                | وعاء 3                                                                 | وعاء 4                                                             |
| ----------------------------------------------------------------------------- | ----------------------------------------------------- | ---------------------------------------------------------------------- | ------------------------------------------------------------------ |
| الكاميرون (المضيف) · الجزائر (حامل اللقب) · السنغال · تونس · نيجيريا · المغرب | مصر · غانا · مالي · ساحل العاج · غينيا · بوركينا فاسو | الرأس الأخضر · الغابون · موريتانيا · زيمبابوي · غينيا بيساو · سيراليون | السودان · مالاوي · جزر القمر · غينيا الاستوائية · إثيوبيا · غامبيا |

وُزع الأربع والعشرين منتخب على ست مجموعات مكونة من أربعة فرق على الشكل التالي:
| المرتبة | المنتخب      |
| ------- | ------------ |
| أ1      | الكاميرون    |
| أ2      | بوركينا فاسو |
| أ3      | إثيوبيا      |
| أ4      | الرأس الأخضر |

| المرتبة | المنتخب  |
| ------- | -------- |
| ب1      | السنغال  |
| ب2      | زيمبابوي |
| ب3      | غينيا    |
| ب4      | مالاوي   |

| المرتبة | المنتخب   |
| ------- | --------- |
| ج1      | المغرب    |
| ج2      | غانا      |
| ج3      | جزر القمر |
| ج4      | الغابون   |

| المرتبة | المنتخب     |
| ------- | ----------- |
| د1      | نيجيريا     |
| د2      | مصر         |
| د3      | السودان     |
| د4      | غينيا بيساو |

| المرتبة | المنتخب          |
| ------- | ---------------- |
| ه1      | الجزائر          |
| ه2      | سيراليون         |
| ه3      | غينيا الاستوائية |
| ه4      | ساحل العاج       |

| المرتبة | المنتخب   |
| ------- | --------- |
| و1      | تونس      |
| و2      | مالي      |
| و3      | موريتانيا |
| و4      | غامبيا    |

## قوائم المنتخبات المشاركة
سُمح للفرق الوطنية الـ 24 المشاركة في البطولة بتسجيل فريق يصل إلى 28 لاعبًا، بما في ذلك ثلاثة حراس مرمى على الأقل، للسماح للفرق بالتعامل مع أي حالات كورونا. اللاعبون في هذه الفرق هم وحدهم المؤهلون للمشاركة في البطولة.

## حفل الافتتاح

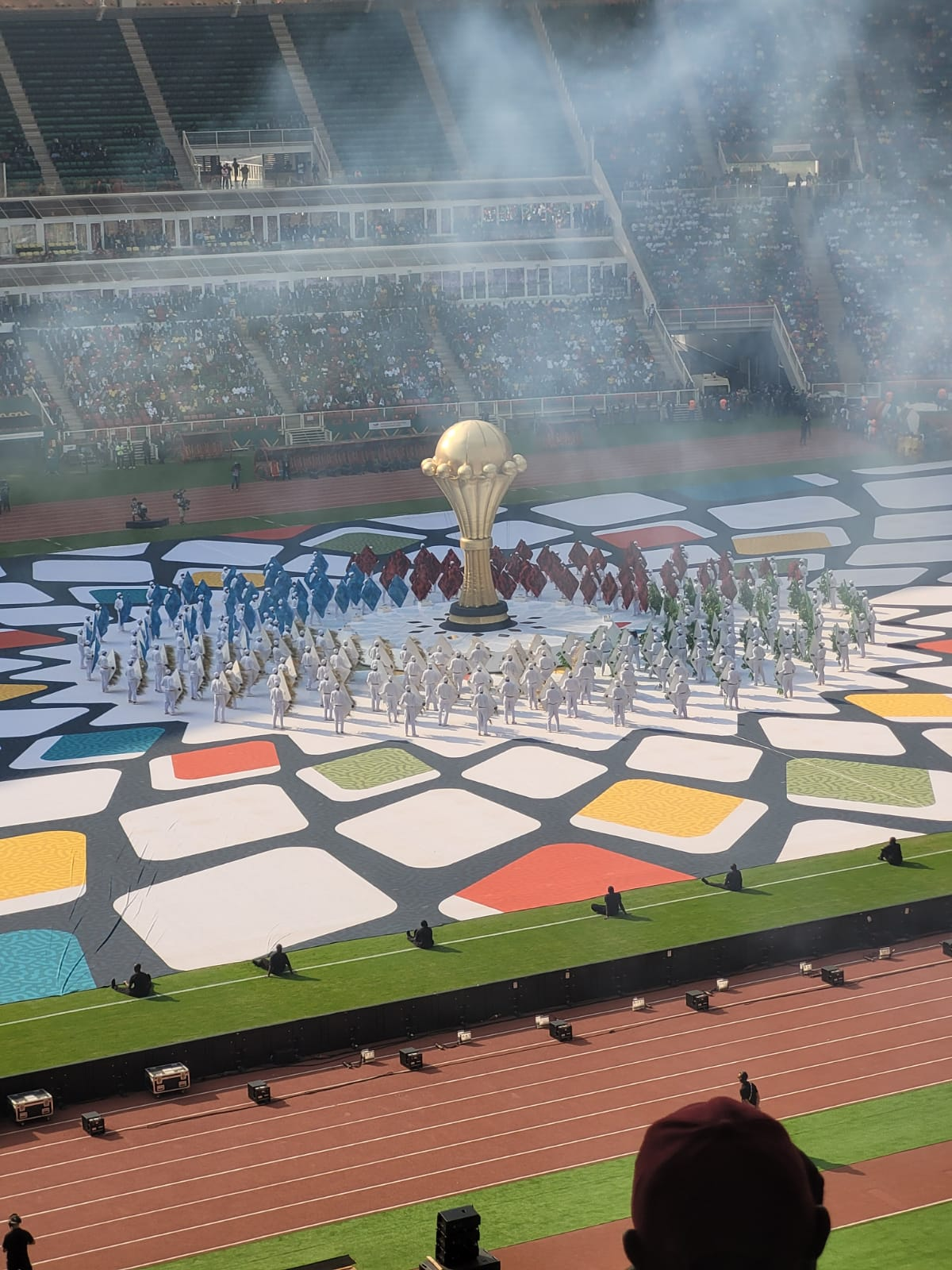
الأجواء قبل انطلاق حفل الافتتاح.

أقيم حفل الافتتاح على ملعب أوليمبي في العاصمة ياوندي، يوم 9 يناير 2022 على الساعة 16:00 بتوقيت غرب إفريقيا (ت ع م+01:00)، قبل ساعة من المباراة الافتتاحيةـ حضر الحفل رئيس دولة الكاميرون، بول بيا رفقة زوجته شانتال بيا، بالإضافة لرئيس دولة جزر القمر، غزالي عثماني، كما تواجد رئيس الاتحاد الكاميروني لكرة القدم، صامويل إيتو، ورئيس الاتحاد الإفريقي لكرة القدم، باتريس موتسيبيه، ورئيس الاتحاد الدولي لكرة القدم، جياني إنفانتينو وعدد آخر من المسؤولين ونجوم كرة القدم الإفريقية. بدأ الحفل بوضع مجسم كبير لكأس البطولة ثم ظهر أسد يتجول فوق الملعب وداخله بتقنية الهولوجرام، ليقدم بعدها 500 شخص رفقة التميمة «مولا» خمس عروض استعراضية عبرت عن الثقافة الكاميرونية، كما عُرضت أعلام جميع الدول المشاركة في البطولة، لينشط المغني الكونغولي فالي إبوبا العرض الغنائي الرئيسي.

## مرحلة المجموعات
تأهل متصدر ووصيف كل مجموعة، إلى جانب أفضل أربعة فرق في المركز الثالث، إلى دور الـ16.
جميع الأوقات حسب التوقيت المحلي، توقيت غرب إفريقيا (ت ع م+01:00).

### المجموعة الأولى
| م | الفريق        | لعب | ف | ت | خ | أ.له | أ.ع | أ.ف | نقاط | التأهل                      |
| - | ------------- | --- | - | - | - | ---- | --- | --- | ---- | --------------------------- |
| 1 | الكاميرون (H) | 3   | 2 | 1 | 0 | 7    | 3   | +4  | 7    | تقدم إلى مرحلة خروج المغلوب |
| 2 | بوركينا فاسو  | 3   | 1 | 1 | 1 | 3    | 3   | 0   | 4    | تقدم إلى مرحلة خروج المغلوب |
| 3 | الرأس الأخضر  | 3   | 1 | 1 | 1 | 2    | 2   | 0   | 4    | تقدم إلى مرحلة خروج المغلوب |
| 4 | إثيوبيا       | 3   | 0 | 1 | 2 | 2    | 6   | −4  | 1    |                             |

1. 1 2  عدد النقاط المحصل عليها في المواجهات المباشرة: بوركينا فاسو 3، الرأس الأخضر 0.

| الكاميرون                          | 2–1   | بوركينا فاسو |
| ---------------------------------- | ----- | ------------ |
| أبو بكر 40' (ركلة.)، 3+45' (ركلة.) | تقرير | سانغاري 24'  |

| إثيوبيا | 0–1   | الرأس الأخضر  |
| ------- | ----- | ------------- |
|         | تقرير | تاڤاريس 1+45' |

| الكاميرون                                | 4–1   | إثيوبيا   |
| ---------------------------------------- | ----- | --------- |
| - توكو إكامبي 8'، 68' - أبو بكر 53'، 55' | تقرير | هوتيسا 4' |

| الرأس الأخضر | 0–1   | بوركينا فاسو   |
| ------------ | ----- | -------------- |
|              | تقرير | حسان باندي 39' |

| الرأس الأخضر   | 1–1   | الكاميرون     |
| -------------- | ----- | ------------- |
| - رودريغيس 53' | تقرير | - أبو بكر 39' |

| بوركينا فاسو | 1–1   | إثيوبيا            |
| ------------ | ----- | ------------------ |
| بايالا 24'   | تقرير | كيبيدي 52' (ركلة.) |

### المجموعة الثانية
| م | الفريق   | لعب | ف | ت | خ | أ.له | أ.ع | أ.ف | نقاط | التأهل                      |
| - | -------- | --- | - | - | - | ---- | --- | --- | ---- | --------------------------- |
| 1 | السنغال  | 3   | 1 | 2 | 0 | 1    | 0   | +1  | 5    | تقدم إلى مرحلة خروج المغلوب |
| 2 | غينيا    | 3   | 1 | 1 | 1 | 2    | 2   | 0   | 4    | تقدم إلى مرحلة خروج المغلوب |
| 3 | مالاوي   | 3   | 1 | 1 | 1 | 2    | 2   | 0   | 4    | تقدم إلى مرحلة خروج المغلوب |
| 4 | زيمبابوي | 3   | 1 | 0 | 2 | 3    | 4   | −1  | 3    |                             |

1. 1 2  عدد النقاط المحصل عليها في المواجهات المباشرة: غينيا 3، مالاوي 0.

| السنغال           | 1–0   | زيمبابوي |
| ----------------- | ----- | -------- |
| ماني 90+7' (ر.ج.) | تقرير |          |

| غينيا    | 1–0   | مالاوي |
| -------- | ----- | ------ |
| سيلا 35' | تقرير |        |

| السنغال | 0–0   | غينيا |
| ------- | ----- | ----- |
|         | تقرير |       |

| مالاوي          | 2–1   | زيمبابوي |
| --------------- | ----- | -------- |
| مهانغو 43'، 58' | تقرير | وادي 38' |

| مالاوي | 0–0   | السنغال |
| ------ | ----- | ------- |
|        | تقرير |         |

| زيمبابوي                   | 2–1   | غينيا       |
| -------------------------- | ----- | ----------- |
| - موسونا 26' - ماهاتشي 43' | تقرير | ن. كيتا 49' |

### المجموعة الثالثة
| م | الفريق    | لعب | ف | ت | خ | أ.له | أ.ع | أ.ف | نقاط | التأهل                       |
| - | --------- | --- | - | - | - | ---- | --- | --- | ---- | ---------------------------- |
| 1 | المغرب    | 3   | 2 | 1 | 0 | 5    | 2   | +3  | 7    | يتقدم إلى مرحلة خروج المغلوب |
| 2 | الغابون   | 3   | 1 | 2 | 0 | 4    | 3   | +1  | 5    | يتقدم إلى مرحلة خروج المغلوب |
| 3 | جزر القمر | 3   | 1 | 0 | 2 | 3    | 5   | −2  | 3    | يتقدم إلى مرحلة خروج المغلوب |
| 4 | غانا      | 3   | 0 | 1 | 2 | 3    | 5   | −2  | 1    |                              |

| المغرب    | 1–0   | غانا |
| --------- | ----- | ---- |
| بوفال 83' | تقرير |      |

| جزر القمر | 0–1   | الغابون     |
| --------- | ----- | ----------- |
|           | تقرير | بوبندزا 16' |

| المغرب                    | 2–0   | جزر القمر |
| ------------------------- | ----- | --------- |
| - أملاح 16' - أبوخلال 88' | تقرير |           |

| الغابون    | 1–1   | غانا       |
| ---------- | ----- | ---------- |
| ألفينا 88' | تقرير | ج. آيو 18' |

| الغابون                        | 2–2   | المغرب                          |
| ------------------------------ | ----- | ------------------------------- |
| - ألفينا 21' - أكرد 81' (ه.ذ.) | تقرير | - بوفال 74' (ركلة.) - حكيمي 84' |

| غانا                      | 2–3   | جزر القمر                    |
| ------------------------- | ----- | ---------------------------- |
| - بواكييه 64' - دجكيو 77' | تقرير | - نبوهان 4' - موغني 61'، 85' |

### المجموعة الرابعة
| م | الفريق      | لعب | ف | ت | خ | أ.له | أ.ع | أ.ف | نقاط | التأهل                       |
| - | ----------- | --- | - | - | - | ---- | --- | --- | ---- | ---------------------------- |
| 1 | نيجيريا     | 3   | 3 | 0 | 0 | 6    | 1   | +5  | 9    | يتقدم إلى مرحلة خروج المغلوب |
| 2 | مصر         | 3   | 2 | 0 | 1 | 2    | 1   | +1  | 6    | يتقدم إلى مرحلة خروج المغلوب |
| 3 | السودان     | 3   | 0 | 1 | 2 | 1    | 4   | −3  | 1    |                              |
| 4 | غينيا بيساو | 3   | 0 | 1 | 2 | 0    | 3   | −3  | 1    |                              |

| نيجيريا       | 1–0   | مصر |
| ------------- | ----- | --- |
| إيهيناتشو 30' | تقرير |     |

| السودان | 0–0   | غينيا بيساو |
| ------- | ----- | ----------- |
|         | تقرير |             |

| نيجيريا                                | 3–1   | السودان         |
| -------------------------------------- | ----- | --------------- |
| - تشوكويزي 3' - أيونيي 45' - سيمون 46' | تقرير | خضر 70' (ركلة.) |

| غينيا بيساو | 0–1   | مصر           |
| ----------- | ----- | ------------- |
|             | تقرير | محمد صلاح 69' |

| غينيا بيساو | 0–2   | نيجيريا                       |
| ----------- | ----- | ----------------------------- |
|             | تقرير | - صادق 56' - تروست-إيكونغ 75' |

| مصر            | 1–0   | السودان |
| -------------- | ----- | ------- |
| عبد المنعم 35' | تقرير |         |

### المجموعة الخامسة
| م | الفريق           | لعب | ف | ت | خ | أ.له | أ.ع | أ.ف | نقاط | التأهل                       |
| - | ---------------- | --- | - | - | - | ---- | --- | --- | ---- | ---------------------------- |
| 1 | ساحل العاج       | 3   | 2 | 1 | 0 | 6    | 3   | +3  | 7    | يتقدم إلى مرحلة خروج المغلوب |
| 2 | غينيا الاستوائية | 3   | 2 | 0 | 1 | 2    | 1   | +1  | 6    | يتقدم إلى مرحلة خروج المغلوب |
| 3 | سيراليون         | 3   | 0 | 2 | 1 | 2    | 3   | −1  | 2    |                              |
| 4 | الجزائر          | 3   | 0 | 1 | 2 | 1    | 4   | −3  | 1    |                              |

| الجزائر | 0–0   | سيراليون |
| ------- | ----- | -------- |
|         | تقرير |          |

| غينيا الاستوائية | 0–1   | ساحل العاج |
| ---------------- | ----- | ---------- |
|                  | تقرير | غراديل 5'  |

| ساحل العاج             | 2–2   | سيراليون                          |
| ---------------------- | ----- | --------------------------------- |
| - هالير 25' - بيبي 65' | تقرير | - م. كامارا 55' - ح. كامارا 90+3' |

| الجزائر | 0–1   | غينيا الاستوائية |
| ------- | ----- | ---------------- |
|         | تقرير | - أوبيانغ 70'    |

| ساحل العاج                          | 3–1   | الجزائر           |
| ----------------------------------- | ----- | ----------------- |
| - كيسيه 22' - سنجاري 39' - بيبي 54' | تقرير | سفيان بن دبكة 73' |

| سيراليون | 0–1   | غينيا الاستوائية |
| -------- | ----- | ---------------- |
|          | تقرير | غانيت 38'        |

### المجموعة السادسة
| م | الفريق    | لعب | ف | ت | خ | أ.له | أ.ع | أ.ف | نقاط | التأهل                       |
| - | --------- | --- | - | - | - | ---- | --- | --- | ---- | ---------------------------- |
| 1 | مالي      | 3   | 2 | 1 | 0 | 4    | 1   | +3  | 7    | يتقدم إلى مرحلة خروج المغلوب |
| 2 | غامبيا    | 3   | 2 | 1 | 0 | 3    | 1   | +2  | 7    | يتقدم إلى مرحلة خروج المغلوب |
| 3 | تونس      | 3   | 1 | 0 | 2 | 4    | 2   | +2  | 3    | يتقدم إلى مرحلة خروج المغلوب |
| 4 | موريتانيا | 3   | 0 | 0 | 3 | 0    | 7   | −7  | 0    |                              |

| تونس | 0–1   | مالي            |
| ---- | ----- | --------------- |
|      | تقرير | كوني 48' (ر.ج.) |

| موريتانيا | 0–1   | غامبيا      |
| --------- | ----- | ----------- |
|           | تقرير | أ. جالو 10' |

| غامبيا              | 1–1   | مالي             |
| ------------------- | ----- | ---------------- |
| م. بارو 90' (ركلة.) | تقرير | كوني 79' (ركلة.) |

| تونس                                       | 4–0   | موريتانيا |
| ------------------------------------------ | ----- | --------- |
| - المثلوثي 4' - خزري 9'، 64' - الجزيري 66' | تقرير |           |

| غامبيا        | 1–0   | تونس |
| ------------- | ----- | ---- |
| أ. جالو 90+3' | تقرير |      |

| مالي                               | 2–0   | موريتانيا |
| ---------------------------------- | ----- | --------- |
| - م. هايدارا 2' - كوني 49' (ركلة.) | تقرير |           |

### ترتيب فرق المركز الثالث
| م | مج      | الفريق       | لعب | ف | ت | خ | أ.له | أ.ع | أ.ف | نقاط | التأهل                      |
| - | ------- | ------------ | --- | - | - | - | ---- | --- | --- | ---- | --------------------------- |
| 1 | الأولى  | الرأس الأخضر | 3   | 1 | 1 | 1 | 2    | 2   | 0   | 4    | تقدم إلى مرحلة خروج المغلوب |
| 2 | الثانية | مالاوي       | 3   | 1 | 1 | 1 | 2    | 2   | 0   | 4    | تقدم إلى مرحلة خروج المغلوب |
| 3 | السادسة | تونس         | 3   | 1 | 0 | 2 | 4    | 2   | +2  | 3    | تقدم إلى مرحلة خروج المغلوب |
| 4 | الثالثة | جزر القمر    | 3   | 1 | 0 | 2 | 3    | 5   | −2  | 3    | تقدم إلى مرحلة خروج المغلوب |
| 5 | الخامسة | سيراليون     | 3   | 0 | 2 | 1 | 2    | 3   | −1  | 2    |                             |
| 6 | الرابعة | السودان      | 3   | 0 | 1 | 2 | 1    | 4   | −3  | 1    |                             |

## مرحلة خروج المغلوب

### تحديد المباريات في دور الستة عشر
| فرق المركز الثالث المتأهلة من المجموعات | فرق المركز الثالث المتأهلة من المجموعات | فرق المركز الثالث المتأهلة من المجموعات | فرق المركز الثالث المتأهلة من المجموعات | فرق المركز الثالث المتأهلة من المجموعات | فرق المركز الثالث المتأهلة من المجموعات |    | 1A ضد | 1B ضد | 1C ضد | 1D ضد |
| --------------------------------------- | --------------------------------------- | --------------------------------------- | --------------------------------------- | --------------------------------------- | --------------------------------------- | -- | ----- | ----- | ----- | ----- |
| A                                       | B                                       | C                                       | D                                       |                                         |                                         | 3C | 3D    | 3A    | 3B    |       |
| A                                       | B                                       | C                                       |                                         | E                                       |                                         | 3C | 3A    | 3B    | 3E    |       |
| A                                       | B                                       | C                                       |                                         |                                         | F                                       | 3C | 3A    | 3B    | 3F    |       |
| A                                       | B                                       |                                         | D                                       | E                                       |                                         | 3D | 3A    | 3B    | 3E    |       |
| A                                       | B                                       |                                         | D                                       |                                         | F                                       | 3D | 3A    | 3B    | 3F    |       |
| A                                       | B                                       |                                         |                                         | E                                       | F                                       | 3E | 3A    | 3B    | 3F    |       |
| A                                       |                                         | C                                       | D                                       | E                                       |                                         | 3C | 3D    | 3A    | 3E    |       |
| A                                       |                                         | C                                       | D                                       |                                         | F                                       | 3C | 3D    | 3A    | 3F    |       |
| A                                       |                                         | C                                       |                                         | E                                       | F                                       | 3C | 3A    | 3F    | 3E    |       |
| A                                       |                                         |                                         | D                                       | E                                       | F                                       | 3D | 3A    | 3F    | 3E    |       |
|                                         | B                                       | C                                       | D                                       | E                                       |                                         | 3C | 3D    | 3B    | 3E    |       |
|                                         | B                                       | C                                       | D                                       |                                         | F                                       | 3C | 3D    | 3B    | 3F    |       |
|                                         | B                                       | C                                       |                                         | E                                       | F                                       | 3E | 3C    | 3B    | 3F    |       |
|                                         | B                                       |                                         | D                                       | E                                       | F                                       | 3E | 3D    | 3B    | 3F    |       |
|                                         |                                         | C                                       | D                                       | E                                       | F                                       | 3C | 3D    | 3F    | 3E    |       |

ضمت مرحلة خروج المغلوب المنتخبات الستة عشر المتأهلة من دور المجموعات، تكونت هذه المرحلة من أربعة أدوار؛ دور الستة عشر، ربع النهائي، نصف النهائي والمباراة النهائية. إضافة إلى مباراة بين الخاسرين في نصف النهائي لتحديد صاحب المركز الثالث. إذا انتهت أي مباراة في وقتها الأصلي بالتعادل، يتم اللجوء إلى وقت إضافي، ثم إلى ركلات الجزاء الترجيحية في حال استمرار التعادل. ولكن في حال التعادل في مباراة تحديد المركز الثالث، يتم المرور إلى ركلات الجزاء الترجيحية مباشرة، دون وقت إضافي (المادة 75 من اللوائح).
سُمح لكل منتخب بإجراء خمس تبديلات في الوقت الأصلي، مع السماح بتبديل سادس في المباريات التي تم التوجه فيها إلى وقت إضافي.
جميع الأوقات حسب التوقيت المحلي، توقيت غرب إفريقيا (ت ع م+01:00).

### المسار
|  | دور الستة عشر               | دور الستة عشر              |                             |       | ربع النهائي          | ربع النهائي          |                            |                            | نصف النهائي | نصف النهائي |  |  | النهائي | النهائي |
|  |                             |                            |                             |       |                      |                      |                            |                            |             |             |  |  |         |         |
|  | 23 يناير – ليمبي            |                            |                             |       |                      |                      |                            |                            |             |             |  |  |         |         |
|  |                             |                            |                             |       |                      |                      |                            |                            |             |             |  |  |         |         |
|  | بوركينا فاسو (ج.)           | 1 (7)                      |                             |       |                      |                      |                            |                            |             |             |  |  |         |         |
|  | بوركينا فاسو (ج.)           | 1 (7)                      | 29 يناير – غروة             |       |                      |                      |                            |                            |             |             |  |  |         |         |
|  | الغابون                     | 1 (6)                      |                             |       |                      |                      |                            |                            |             |             |  |  |         |         |
|  | الغابون                     | 1 (6)                      | بوركينا فاسو                | 1     |                      |                      |                            |                            |             |             |  |  |         |         |
|  | 23 يناير – غروة             |                            | بوركينا فاسو                | 1     |                      |                      |                            |                            |             |             |  |  |         |         |
|  |                             | تونس                       | 0                           |       |                      |                      |                            |                            |             |             |  |  |         |         |
|  | نيجيريا                     | تونس                       | 0                           | 0     |                      |                      |                            |                            |             |             |  |  |         |         |
|  | نيجيريا                     |                            | 2 فبراير – ياوندي (أهيدجو)  | 0     |                      |                      |                            |                            |             |             |  |  |         |         |
|  | تونس                        | 1                          |                             |       |                      |                      |                            |                            |             |             |  |  |         |         |
|  | تونس                        | 1                          | بوركينا فاسو                | 1     |                      |                      |                            |                            |             |             |  |  |         |         |
|  | 25 يناير – بافوسام          |                            | بوركينا فاسو                | 1     |                      |                      |                            |                            |             |             |  |  |         |         |
|  |                             | السنغال                    | 3                           |       |                      |                      |                            |                            |             |             |  |  |         |         |
|  | السنغال                     | السنغال                    | 3                           | 2     |                      |                      |                            |                            |             |             |  |  |         |         |
|  | السنغال                     | 30 يناير – ياوندي (أهيدجو) |                             | 2     |                      |                      |                            |                            |             |             |  |  |         |         |
|  | الرأس الأخضر                | 0                          |                             |       |                      |                      |                            |                            |             |             |  |  |         |         |
|  | الرأس الأخضر                | 0                          | السنغال                     | 3     |                      |                      |                            |                            |             |             |  |  |         |         |
|  | 26 يناير – ليمبي            |                            | السنغال                     | 3     |                      |                      |                            |                            |             |             |  |  |         |         |
|  |                             | غينيا الاستوائية           | 1                           |       |                      |                      |                            |                            |             |             |  |  |         |         |
|  | مالي                        | غينيا الاستوائية           | 1                           | 0 (5) |                      |                      |                            |                            |             |             |  |  |         |         |
|  | مالي                        |                            | 6 فبراير – ياوندي (أوليمبي) | 0 (5) |                      |                      |                            |                            |             |             |  |  |         |         |
|  | غينيا الاستوائية (ج.)       | 0 (6)                      |                             |       |                      |                      |                            |                            |             |             |  |  |         |         |
|  | غينيا الاستوائية (ج.)       | 0 (6)                      | السنغال (ج.)                | 0 (4) |                      |                      |                            |                            |             |             |  |  |         |         |
|  | 24 يناير – بافوسام          |                            | السنغال (ج.)                | 0 (4) |                      |                      |                            |                            |             |             |  |  |         |         |
|  |                             | مصر                        | 0 (2)                       |       |                      |                      |                            |                            |             |             |  |  |         |         |
|  | غينيا                       | مصر                        | 0 (2)                       | 0     |                      |                      |                            |                            |             |             |  |  |         |         |
|  | غينيا                       | 29 يناير – دوالة           |                             | 0     |                      |                      |                            |                            |             |             |  |  |         |         |
|  | غامبيا                      | 1                          |                             |       |                      |                      |                            |                            |             |             |  |  |         |         |
|  | غامبيا                      | 1                          | غامبيا                      | 0     |                      |                      |                            |                            |             |             |  |  |         |         |
|  | 24 يناير – ياوندي (أوليمبي) |                            | غامبيا                      | 0     |                      |                      |                            |                            |             |             |  |  |         |         |
|  |                             | الكاميرون                  | 2                           |       |                      |                      |                            |                            |             |             |  |  |         |         |
|  | الكاميرون                   | الكاميرون                  | 2                           | 2     |                      |                      |                            |                            |             |             |  |  |         |         |
|  | الكاميرون                   |                            | 3 فبراير – ياوندي (أوليمبي) | 2     |                      |                      |                            |                            |             |             |  |  |         |         |
|  | جزر القمر                   | 1                          |                             |       |                      |                      |                            |                            |             |             |  |  |         |         |
|  | جزر القمر                   | 1                          | الكاميرون                   | 0 (1) |                      |                      |                            |                            |             |             |  |  |         |         |
|  | 26 يناير – دوالة            |                            | الكاميرون                   | 0 (1) |                      |                      |                            |                            |             |             |  |  |         |         |
|  |                             | مصر (ج.)                   | 0 (3)                       |       | مباراة المركز الثالث | مباراة المركز الثالث |                            |                            |             |             |  |  |         |         |
|  | ساحل العاج                  | مصر (ج.)                   | 0 (3)                       | 0 (4) | مباراة المركز الثالث | مباراة المركز الثالث |                            |                            |             |             |  |  |         |         |
|  | ساحل العاج                  | 30 يناير – ياوندي (أهيدجو) | 30 يناير – ياوندي (أهيدجو)  | 0 (4) |                      |                      | 5 فبراير – ياوندي (أهيدجو) | 5 فبراير – ياوندي (أهيدجو) |             |             |  |  |         |         |
|  | مصر (ج.)                    | 30 يناير – ياوندي (أهيدجو) | 30 يناير – ياوندي (أهيدجو)  | 0 (5) |                      |                      | 5 فبراير – ياوندي (أهيدجو) | 5 فبراير – ياوندي (أهيدجو) |             |             |  |  |         |         |
|  | مصر (ج.)                    | مصر (ب.و.إ.)               | 2                           | 0 (5) | بوركينا فاسو         | 3 (3)                |                            |                            |             |             |  |  |         |         |
|  | 25 يناير – ياوندي (أهيدجو)  | مصر (ب.و.إ.)               | 2                           |       | بوركينا فاسو         | 3 (3)                |                            |                            |             |             |  |  |         |         |
|  |                             | المغرب                     | 1                           |       | الكاميرون (ج.)       | 3 (5)                |                            |                            |             |             |  |  |         |         |
|  | المغرب                      | المغرب                     | 1                           | 2     | الكاميرون (ج.)       | 3 (5)                |                            |                            |             |             |  |  |         |         |
|  | المغرب                      |                            |                             | 2     |                      |                      |                            |                            |             |             |  |  |         |         |
|  | مالاوي                      | 1                          |                             |       |                      |                      |                            |                            |             |             |  |  |         |         |
|  | مالاوي                      | 1                          |                             |       |                      |                      |                            |                            |             |             |  |  |         |         |

### دور الستة عشر
| بوركينا فاسو                                                                                  | 1–1 (ب.و.إ.) | الغابون                                                                               |
| --------------------------------------------------------------------------------------------- | ------------ | ------------------------------------------------------------------------------------- |
| ب. تراوري 28'                                                                                 | تقرير        | غيرا 90+1' (ه.ذ.)                                                                     |
| ركلات الترجيح                                                                                 |              |                                                                                       |
| - كابوري - س. واتارا - إ. تابسوبا - سيمبوري - ياغو - غيرا - كوناتي - ع. تابسوبا - إ. ويدراوغو | 7–6          | - بوانغا - ميي - بوبندزا - كانغا - بيوغو بوكو - إكويل مانغا - أميكا - نغاكوتو - بالون |

| نيجيريا | 0–1   | تونس         |
| ------- | ----- | ------------ |
|         | تقرير | المساكني 47' |

| غينيا | 0–1   | غامبيا      |
| ----- | ----- | ----------- |
|       | تقرير | م. بارو 71' |

| الكاميرون                       | 2–1   | جزر القمر     |
| ------------------------------- | ----- | ------------- |
| - توكو إكامبي 29' - أبو بكر 70' | تقرير | - مشنغاما 81' |

| السنغال                  | 2–0   | الرأس الأخضر |
| ------------------------ | ----- | ------------ |
| - ماني 63' - ديانغ 90+2' | تقرير |              |

| المغرب                      | 2–1   | مالاوي    |
| --------------------------- | ----- | --------- |
| - النصيري 45+2' - حكيمي 70' | تقرير | مهانغو 7' |

| ساحل العاج                              | 0–0 (ب.و.إ.) | مصر                                         |
| --------------------------------------- | ------------ | ------------------------------------------- |
|                                         | تقرير        |                                             |
| ركلات الترجيح                           |              |                                             |
| - بيبي - سنجاري - بايلي - كورنيه - زاها | 4–5          | - زيزو - السولية - كمال - عبد المنعم - صلاح |

| مالي                                                                              | 0–0 (ب.و.إ.) | غينيا الاستوائية                                                      |
| --------------------------------------------------------------------------------- | ------------ | --------------------------------------------------------------------- |
|                                                                                   | تقرير        |                                                                       |
| ركلات الترجيح                                                                     |              |                                                                       |
| - أ. تراوري - دجينيبو - م. هايدارا - هماري تراوري - توريه - ديانغ - كامارا - ساكو | 5–6          | - إ. إنسوي - بيليما - أكابو - بويلا - غانيت - كوكو - سلفادور - اينيمي |

### ربع النهائي
| غامبيا | 0–2   | الكاميرون            |
| ------ | ----- | -------------------- |
|        | تقرير | توكو إكامبي 50'، 57' |

| بوركينا فاسو    | 1–0   | تونس |
| --------------- | ----- | ---- |
| د. واتارا 45+3' | تقرير |      |

| مصر                        | 2–1 (ب.و.إ.) | المغرب           |
| -------------------------- | ------------ | ---------------- |
| - صلاح 53' - تريزيجيه 100' | تقرير        | بوفال 7' (ركلة.) |

| السنغال                                 | 3–1   | غينيا الاستوائية |
| --------------------------------------- | ----- | ---------------- |
| - ديدهيو 28' - كوياتيه 68' - إ. سار 79' | تقرير | بويلا 57'        |

### نصف النهائي
| بوركينا فاسو | 1–3   | السنغال                               |
| ------------ | ----- | ------------------------------------- |
| - توريه 82'  | تقرير | - أ. ديالو 70' - إ. غي 76' - ماني 87' |

| الكاميرون                              | 0–0 (ب.و.إ.) | مصر                         |
| -------------------------------------- | ------------ | --------------------------- |
|                                        | تقرير        |                             |
| ركلات الترجيح                          |              |                             |
| - أبو بكر - موكودي - ليا سيليكي - نجيه | 1–3          | - زيزو - عبد المنعم - لاشين |

### مباراة المركز الثالث
| بوركينا فاسو                                   | 3–3   | الكاميرون                                          |
| ---------------------------------------------- | ----- | -------------------------------------------------- |
| - ياغو 24' - أونانا 43' (ه.ذ.) - ج. واتارا 49' | تقرير | - باهوكين 71' - أبو بكر 85'، 87'                   |
| ركلات الترجيح                                  |       |                                                    |
| - كابوري - س. واتارا - توريه - ياغو            | 3–5   | - أبو بكر - نغامالو - توكو إكامبي - كوندي - أيونغو |

### النهائي
| السنغال                                          | 0–0 (ب.و.إ.) | مصر                                |
| ------------------------------------------------ | ------------ | ---------------------------------- |
|                                                  | تقرير        |                                    |
| ركلات الترجيح                                    |              |                                    |
| - كوليبالي - ع. ديالو - ب. سار - ب. ديانغ - ماني | 4–2          | - زيزو - عبد المنعم - حمدي - لاشين |

| بطل كأس الأمم الأفريقية 2021 |
| ---------------------------- |
| · السنغال · للمرة الأولى     |

| الوصيف | المركز الثالث | المركز الرابع  |
| ------ | ------------- | -------------- |
| · مصر  | · الكاميرون   | · بوركينا فاسو |

## الإحصائيات

### الهدافون
عدد الأهداف المُسجلة  100 هدفًا  في 52 مباراة، بمتوسط 1.92 هدفًا في المباراة الواحدة.
8 أهداف
- فينسنت أبو بكر

5 أهداف
- كارل توكو إكامبي

3 أهداف
- ساديو ماني
- سفيان بوفال
- غابدينهو مهانغو
- إبراهيما كوني

هدفان
- محمد صلاح
- أشرف حكيمي
- موسى بارو
- أبلي جالو
- نيكولاس بيبي
- جيم ألفينا
- أحمد موغني
- وهبي خزري

هدف
- ستيفان باهوكين
- ستيف ياغو
- جبريل واتارا
- بلاتي توريه
- إدريسا غي
- عبدو ديالو
- فامارا ديدهيو
- جانيك بويلا
- شيخو كوياتيه
- إسماعيلا سار
- محمود تريزيجيه
- دانغو واتارا
- يوسف النصيري
- بامبا ديانغ
- يوسف مشنغاما
- يوسف المساكني
- بيرتراند تراوري
- ماساديو هايدارا
- بابلو غانيت
- فرانك كيسي
- إبراهيم سنجاري
- سفيان بن دبكة
- الفردو بن نبوهان
- اليكساندر دجكيو
- ناوليدج موسونا
- كوداكواشي ماهاتشي
- نابي كيتا
- سيريل بايالا
- غيتانيه كيبيدي
- غاري رودريغيس
- حسان باندي
- غوستافو سانغاري
- جوليو تافاريس
- محمد عبد المنعم
- إستيبان أوبيانغ
- داوا هوتيسا
- آرون بوبندزا
- أندريه آيو
- إسياغا سيلا
- ماكس غراديل
- سيباستيان هالير
- نيكولاس بيبي
- زكريا أبوخلال
- سليم أملاح
- تايوو أيونيي
- صامويل تشوكويزي
- عمر صادق
- كيليتشي إيهيناتشو
- ويليام تروست-إيكونج
- موسيس سيمون
- الحاجي كمارا
- موسى نوح كامارا
- والي الدين خضر
- سيف الدين الجزيري
- حمزة المثلوثي
- إيشميل وادي

هدف ذاتي
- أندريه أونانا (ضد بوركينا فاسو)
- أداما غيرا (ضد الغابون)
- نايف أكرد (ضد الغابون)

## الجوائز

### رجل المباراة

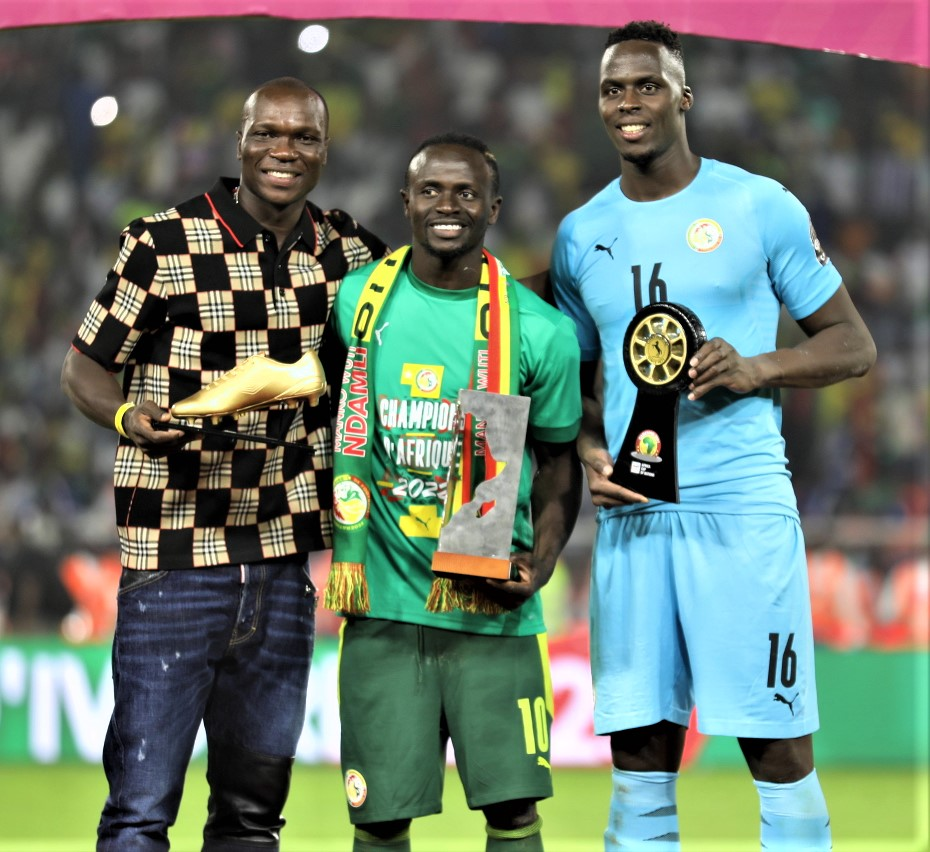
تتويج الثلاثي بجوائزهم.

3 مرات
| - بلاتي توريه |

مرتين
| - كارل توكو إكامبي - ساديو ماني - نابي كيتا | - محمد صلاح - إيفان سلفادور - موسى بارو |

مرة
| - فينسنت أبو بكر - كيني روشا سانتوس - روبرتو لوبيز - أمانويل يوهانس - غابدينهو مهانغو - تشارلز ثومو - جيرالد تاكوارا - سفيان بوفال - آرون بوبندزا - سليم بن بوانا - أندريه آيو - جيم ألفينا - الفردو بن نبوهان | - كيليتشي إيهيناتشو - علي أبو عشرين - موسيس سيمون - ويليام تروست-إيكونغ - أحمد حجازي - محمد كامارا - جون ميشيل سيري - نيكولاس بيبي - فرانك كيسي - إبراهيم مونكورو - إيف بيسوما - وهبي خزري - بابوكار غاي | - موسى دومبيا - يوسف المساكني - يوسف مشنغاما - بامبا ديانغ - أشرف حكيمي - محمد النني - بابلو غانيت - نامباليس ميندي - محمد عبد المنعم - بيرتراند تراوري - محمد أبو جبل |

### أفضل لاعب في البطولة
- ساديو ماني[60]

### أفضل حارس في البطولة
- إدوارد ميندي[60]

### هداف البطولة
- فينسنت أبو بكر (8 أهداف)[60]

### أفضل مدرب
- أليو سيسيه[61]

### أفضل لاعب شاب
- عيسى كابوري[62]

### اللعب النظيف
- السنغال[63]

### التشكيل المثالي
| حارس المرمى  | الدفاع                                              | الوسط                                 | الهجوم                              |
| ------------ | --------------------------------------------------- | ------------------------------------- | ----------------------------------- |
| إدوارد ميندي | أشرف حكيمي محمد عبد المنعم إدموند تابسوبا ساليو سيس | محمد النني نامباليس ميندي بلاتي توريه | محمد صلاح فينسنت أبو بكر ساديو ماني |

مصدر:

### الترتيب النهائي
المباريات التي انتهت في الوقت الإضافي احتُسِبت ضمن الانتصارات والهزائم، في حين احتُسِبت المباريات التي انتهت بركلات الجزاء الترجيحية على أنها تعادلات.

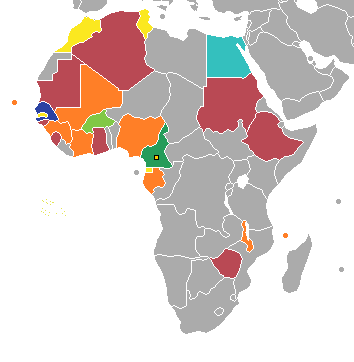
نتائج المنتخبات المشاركة في البطولة:
البطل
الوصيف
المركز الثالث
المركز الرابع
ربع النهائي
دور الستة عشر
مرحلة المجموعات

| مركز                           | فريق             | المجموعة | لعب | ف | ت | خ | نقاط | أ.له | أ.ع | ف.أ |
| ------------------------------ | ---------------- | -------- | --- | - | - | - | ---- | ---- | --- | --- |
| 1                              | السنغال          | الثانية  | 7   | 4 | 3 | 0 | 15   | 9    | 2   | +7  |
| 2                              | مصر              | الرابعة  | 7   | 3 | 3 | 1 | 12   | 4    | 2   | +2  |
| 3                              | الكاميرون        | الأولى   | 7   | 4 | 3 | 0 | 15   | 14   | 7   | +7  |
| 4                              | بوركينا فاسو     | الأولى   | 7   | 2 | 3 | 2 | 9    | 9    | 10  | -1  |
| ودعوا البطولة من الربع النهائي |                  |          |     |   |   |   |      |      |     |     |
| 5                              | المغرب           | الثالثة  | 5   | 3 | 1 | 1 | 10   | 8    | 5   | +3  |
| 6                              | غامبيا           | السادسة  | 5   | 3 | 1 | 1 | 10   | 4    | 3   | +1  |
| 7                              | غينيا الاستوائية | الخامسة  | 5   | 2 | 1 | 2 | 7    | 3    | 4   | -1  |
| 8                              | تونس             | السادسة  | 5   | 2 | 0 | 3 | 6    | 5    | 3   | +2  |
| ودعوا البطولة من دور الستة عشر |                  |          |     |   |   |   |      |      |     |     |
| 9                              | نيجيريا          | الرابعة  | 4   | 3 | 0 | 1 | 9    | 6    | 2   | +4  |
| 10                             | ساحل العاج       | الخامسة  | 4   | 2 | 2 | 0 | 8    | 6    | 3   | +3  |
| 11                             | مالي             | السادسة  | 4   | 2 | 2 | 0 | 8    | 4    | 1   | +3  |
| 12                             | الغابون          | الثالثة  | 4   | 1 | 3 | 0 | 6    | 5    | 4   | +1  |
| 13                             | مالاوي           | الثانية  | 4   | 1 | 1 | 2 | 4    | 3    | 4   | -1  |
| 14                             | غينيا            | الثانية  | 4   | 1 | 1 | 2 | 4    | 2    | 3   | -1  |
| 15                             | الرأس الأخضر     | الأولى   | 4   | 1 | 1 | 2 | 4    | 2    | 4   | -2  |
| 16                             | جزر القمر        | الثالثة  | 4   | 1 | 0 | 3 | 3    | 4    | 7   | -3  |
| ودعوا البطولة من دور المجموعات |                  |          |     |   |   |   |      |      |     |     |
| 17                             | زيمبابوي         | الثانية  | 3   | 1 | 0 | 2 | 3    | 3    | 4   | -1  |
| 18                             | سيراليون         | الخامسة  | 3   | 0 | 2 | 1 | 2    | 2    | 3   | -1  |
| 19                             | غانا             | الثالثة  | 3   | 0 | 1 | 2 | 1    | 3    | 5   | -2  |
| 20                             | الجزائر          | الخامسة  | 3   | 0 | 1 | 2 | 1    | 1    | 4   | -3  |
| 21                             | السودان          | الرابعة  | 3   | 0 | 1 | 2 | 1    | 1    | 4   | -3  |
| 22                             | غينيا بيساو      | الرابعة  | 3   | 0 | 1 | 2 | 1    | 0    | 3   | -3  |
| 23                             | إثيوبيا          | الأولى   | 3   | 0 | 1 | 2 | 1    | 2    | 6   | -4  |
| 24                             | موريتانيا        | السادسة  | 3   | 0 | 0 | 3 | 0    | 0    | 7   | -7  |

### الجائزة المالية
| المركز            | الجائزة (مليون دولار أمريكي $) | الجائزة (مليون دولار أمريكي $) |
| المركز            | نسخة 2019                      | نسخة 2021                      |
| ----------------- | ------------------------------ | ------------------------------ |
| البطل             | 4.5                            | 5                              |
| الوصيف            | 2.5                            | 2.75                           |
| الدور نصف النهائي | 2                              | 2.2                            |
| الدور ربع النهائي | 1                              | 1.175                          |
| المجموع           | 10                             | 11.125                         |

أعلن الاتحاد الإفريقي لكرة القدم أن مجموع الجوائز المالية المقدمة في كأس الأمم الإفريقية 2021، قد ارتفع عن النسخة 2019 المقامة في مصر بزيادة بلغت 12.33%. حيث ارتفع إجمالي قيمة الجوائز المالية المقدمة إلى المنتخبات المشاركة في البطولة ومكافئات الفوز بالبطولة بحوالي 1.850 مليون دولار أمريكي. حيث بلغت جوائز هذه البطولة 11.125 مليون دولار، بينما بلغ إجمالي قيمة الجوائز المالية في نسخة 2019 10 ملايين دولار أمريكي.
فقد رصد الاتحاد الإفريقي لكرة القدم مكافئة بلغت 5 مليون دولار أمريكي للمنتخب الفائز بلقب البطولة، بينما حصل الفائز بالمركز الثاني على جائزة مالية قدرها 2.75 مليون دولار، بينما حصل المتأهلون إلى الدور نصف النهائي على جائزة مالية قدرها 2.2 مليون دولار أمريكي. حيث قام الاتحاد الإفريقي بزيادة جوائز أصحاب المراكز الأربعة، ففي بطولة 2019، حصل المنتخب الفائز بلقب البطولة على مكافئة بلغت 4.5 مليون دولار أمريكي، بينما حصل الفائز بالمركز الثاني على جائزة مالية قدرها 2.5 مليون دولار أمريكي، والمتأهلون إلى الدور نصف النهائي حصلوا على جائزة مالية قدرها 2 مليون دولار أمريكي.
وقد أوضح الاتحاد الإفريقي لكرة القدم أن المنتخبات التي ستبلغ دور الثمانية ستحصل على جائزة مالية قدرها 1.175 مليون دولار أمريكي. حيث قام الاتحاد الإفريقي بزيادة جوائز المنتخبات الواصلة لدور الثمانية من مليون إلى 1.175 مليون دولار.

## الإعداد والتنظيم

### الشركات المزودة لأطقم الملابس
| بوما (5)                           | أمبرو (3)                  | أديداس (2)            | كابا (2)     | ماكرون (2)      | نايكي (1)    | إيرييا (1)       | لو كوك سبورتيف (1) |
| ---------------------------------- | -------------------------- | --------------------- | ------------ | --------------- | ------------ | ---------------- | ------------------ |
| مصر المغرب غانا ساحل العاج السنغال | إثيوبيا سيراليون زيمبابوي  | الجزائر السودان       | تونس الغابون | جزر القمر غينيا | نيجيريا      | غينيا الاستوائية | الكاميرون          |
| إيرنس [الإنجليزية](1)              | سبورت سالر [الإنجليزية](1) | توفيو [الإنجليزية](1) | تيمبو (1)    | AP Sport (1)    | GuiSport (1) | MOTO (1)         |                    |
| مالي                               | غامبيا                     | بوركينا فاسو          | الرأس الأخضر | موريتانيا       | غينيا بيساو  | مالاوي           |                    |

مصدر:

### التسويق

ملصق البطولة

#### الملصق
أصدر الاتحاد الإفريقي لكرة القدم ملصق المسابقة عبر موقعه الرسمي يوم 6 يناير 2022، حيث يعد «رسمًا توضيحيًا لكأس البطولة يتم رفعه بأيدي من ألوان وأجناس مختلفة، مما يعكس الروح الإيجابية الحقيقية لكرة القدم ويؤكد رسالة الوحدة والمساواة.»

#### كرة البطولة

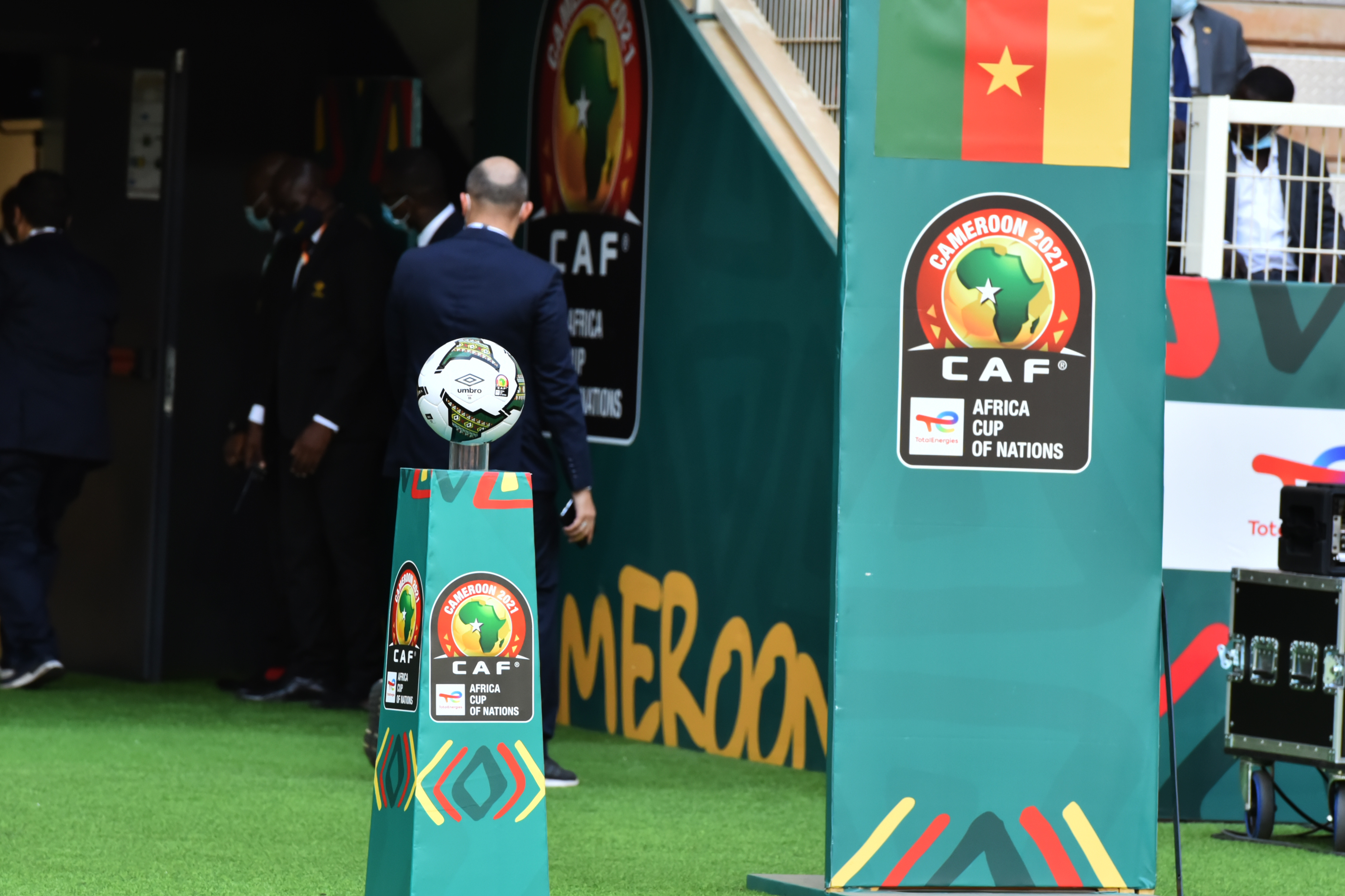
الكرة الرسمية للبطولة.

أمبرو توغو (بالإنجليزية: Umbro Toghu) هي الكرة الرسمية لبطولة كأس الأمم الإفريقية 2021 المقامة في الكاميرون، صُممت الكرة من قبل شركة أمبرو الرياضية، وهي الشريك الرسمي للاتحاد الإفريقي لكرة القدم والمورد الرسمي لكرات كأس الأمم الإفريقية منذ بطولة كأس الأمم الإفريقية 2019. حيث استُخدم المنتج الأول لشركة أمبرو في كأس الأمم الإفريقية 2019 وهي كرة كاف أمبرو نيو برو.
الكرة مستوحاة من زي توغو، وهو زي متعدد الألوان ومطرز بدقة. صُمم في البداية من أجل الملوك في المنطقة الشمالية الغربية من الكاميرون ولكن منذ ذلك الحين اعتمده الكاميرونيون كزي للمناسبات الخاصة.

#### التميمة

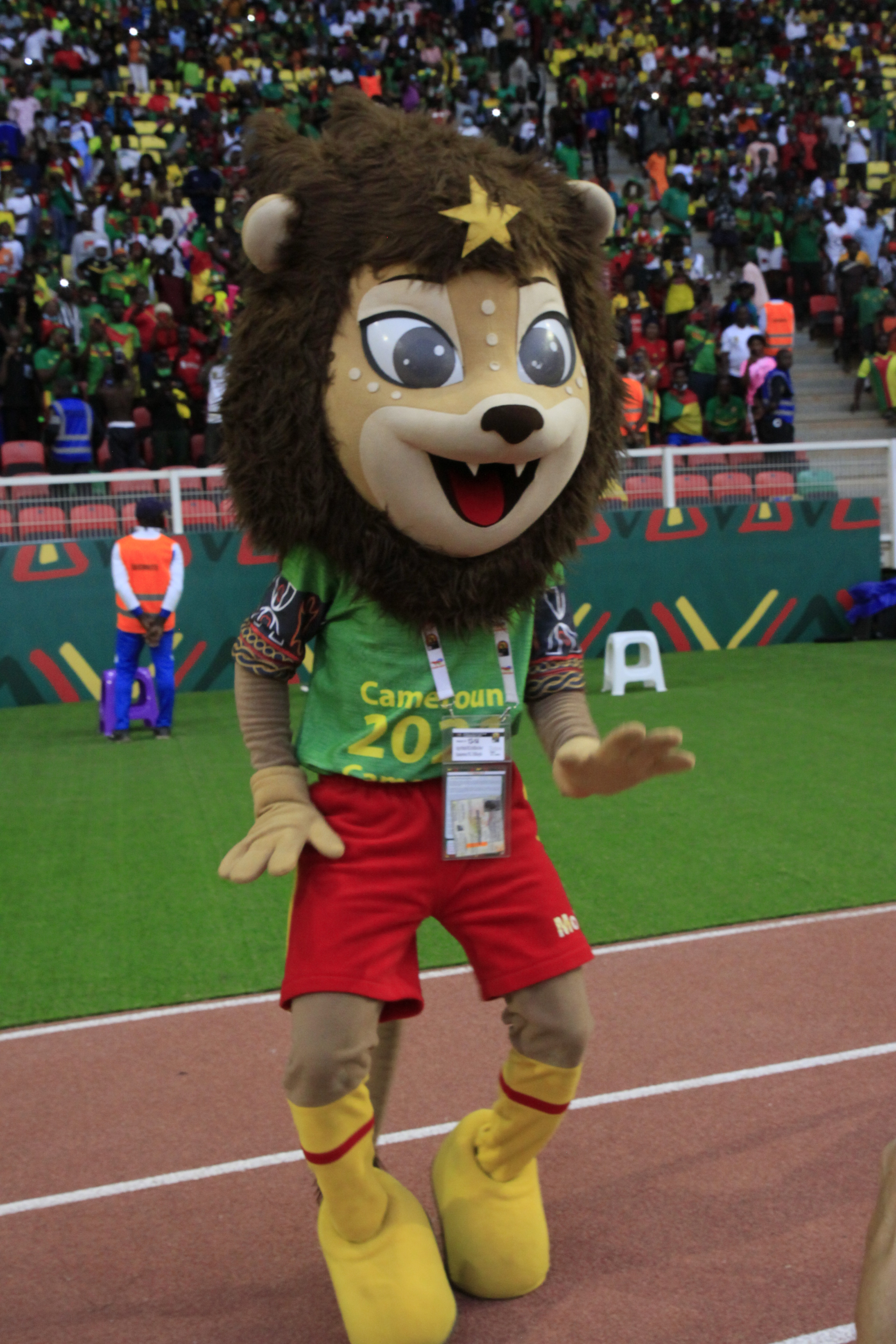
تميمة الدورة.

مولا هو تميمة بطولة كأس الأمم الإفريقية 2021 في الكاميرون، وهو عبارة عن حيوان الأسد يمسك كرة مرتديًا قميص مع عبارة «الكاميرون 2021». وقد استُخدم مزيجٌ من ألوان الأخضر والأحمر والأصفر في لباس التميمة للدلالة على الألوان الوطنية للمنتخب الكاميروني. صُممت التميمة من قبل المصمم الشاب فونكوا فيليكس، واختيرت التميمة من بين 35 اقتراحًا عن طريق لجنة التحكيم.
جاء الكشف عن التميمة في احتفالية أقيمت يوم السبت الموافق 15 مايو 2021، بقصر الرياضة بالعاصمة الكاميرونية ياوندي، بحضور عدد من أعضاء الحكومة الكاميرونية، ونجوم كرة القدم السابقين.

### الرعاة
انقسمت الرعاية في بطولة كأس الأمم الإفريقية 2021 إلى 3 أقسام (الراعي الرسمي والرعاة الرسميون والرعاة المحليون).
- الراعي الرسمي: توتال إنرجي.[en 18]
- الرعاة الرسميون: فيزا،[76] أمبرو،[en 19][77] تيك توك،[78][79] أورنج،[en 20] كونتينينتال أيه جي،[en 21] وان إكس بت.[en 22]
- الرعاة المحليون: بيرة كاجي، استثمر في الكاميرون، الخطوط الجوية الكاميرونية، شركة المشروبات الكاميرونية.[80]

### البث التلفزيوني
أطلق الاتحاد الإفريقي لكرة القدم عملية مناقصة لبيع حقوق بث المسابقات الإفريقية بما فيها كأس الأمم الإفريقية 2021 يوم 29 أكتوبر 2021، وقد نُقلت مباريات البطولة في منطقة الشرق الأوسط وشمال إفريقيا من خلال شبكة بي إن سبورتس العربية.
| المنطقة | الباقة الناقلة                                                                 | مصادر                      |
| --- | ------------------------------------------------------------------------------ | -------------------------- |
| الشرق الأوسط وشمال أفريقياالدول التابعة - الجزائر - البحرين - جزر القمر - جيبوتي - مصر - إيران - العراق - الأردن - الكويت - لبنان - ليبيا - موريتانيا - عمان - فلسطين - قطر - السعودية - الصومال - جنوب السودان - السودان - سوريا - تونس - الإمارات العربية المتحدة - اليمن | بي إن سبورتس العربية                                                           | [ 83 ]                     |
| آسيا والمحيط الهادئالدول التابعة - إندونيسيا - تيمور الشرقية - سنغافورة - أستراليا - بروناي - كامبوديا - هونج كونغ - الفلبين - تايلاند - لاوس | بي إن سبورتس                                                                   | [ 82 ]                     |
| أمريكا الشماليةالدول التابعة - الولايات المتحدة - كندا | بي إن سبورتس                                                                   | [ en 23 ]                  |
| جنوب شرق أوروباالدول التابعة - البوسنة والهرسك - كرواتيا - كوسوفو - الجبل الأسود - مقدونيا الشمالية - صربيا - سلوفينيا | سبورت كلوب                                                                     | [ en 24 ]                  |
| أمريكا اللاتينيةالدول التابعة - الأرجنتين - أوروغواي - فنزويلا - جزر فيرجن البريطانية - نيكاراغوا - غيانا - بوليفيا - أنغويلا - انتيغا وباربودا - أروبا - باربادوس - بيليز - برمودا - جزر الكايمان - كوبا - كولومبيا - دومينيكا - جمهورية الدومينيكان - الإكوادور - إلسالفادور - غرينادا - غوادلوب - جواتيمالا - هايتي - هندوراس - جامايكا - مارتينيك - المكسيك - مونتسرات - الأنتيل الهولندية - بنما - باراغواي - بيرو - بورتوريكو - سانت بارتيليمي - سانت كيتس ونيفيس - سانت لوسيا - سينت مارتن - سانت فنسنت والجرينادينز - ترينيداد وتوباغو - جزر العذراء الامريكية | إي إس بي إن (أمريكا اللاتينية) [الإنجليزية]، إي إس بي إن الكاريبي [الإنجليزية] | [ en 25 ]                  |
| أفريقيا جنوب الصحراءالدول التابعة - أنغولا - بنين - بوتسوانا - بوركينا فاسو - بوروندي - الكاميرون - الرأس الأخضر - جمهورية أفريقيا الوسطى - تشاد - جمهورية الكونغو - ساحل العاج - جمهورية الكونغو الديمقراطية - غينيا الاستوائية - إريتريا - إثيوبيا - الغابون - غامبيا - غانا - غينيا - غينيا بيساو - كينيا - ليسوتو - ليبيريا - مدغشقر - مالاوي - مالي - موريشيوس - موزمبيق - ناميبيا - النيجر - نيجيريا - رواندا - السنغال - سيشل - سيراليون - سوازيلاند - تنزانيا - توغو - أوغندا - زامبيا - زيمبابوي                                                              | سوبر سبورت (جنوب أفريقيا) [الإنجليزية]، ستارتايمز، كنال+                       | [ en 26 ] [ en 27 ] [ 82 ] |
| فرنسا | بي إن سبورتس فرنسا، تي أم سي (قناة تلفزيونية) [الإنجليزية]                     | [ en 28 ] [ en 29 ]        |
| البرتغال | القناة 11 (البرتغال) [الإنجليزية]                                              | [ en 30 ]                  |
| ألمانيا · النمسا · سويسرا | سبورت ديجتال                                                                   | [ en 31 ]                  |
| الجزائر | المؤسسة العمومية للتلفزيون (الجزائر)                                           | [ 84 ]                     |
| المغرب | الشركة الوطنية للإذاعة والتلفزة (المغرب)                                       | [ 85 ]                     |
| المملكة المتحدة | سكاي سبورتس، بي بي سي                                                          |                            |
| البرازيل | قناة بانديرانتس                                                                | [ 82 ]                     |
| إيطاليا | قناة ديسكفري (القناة الإيطالية) [الإنجليزية]                                   | [ en 32 ]                  |
| بلغاريا | رينج (بلغاريا) [الإنجليزية]                                                    | [ en 33 ]                  |
| هولندا | إي إس بي إن (هولندا) [الإنجليزية]                                              | [ en 34 ]                  |
| تركيا | مؤسسة الإذاعة والتلفزيون التركية                                               | [ en 35 ]                  |
| الكاميرون | تلفزيون وراديو الكاميرون [الإنجليزية]                                          | [ en 36 ]                  |
| العالم | كاف تيفي (يوتيوب)                                                              | [ 82 ]                     |

## حوادث وخلافات

### الضغوط الأوروبية
هددت رابطة الأندية الأوروبية في خطاب موجه إلى الاتحاد الدولي لكرة القدم يوم 15 ديسمبر 2021، بمنع اللاعبين الأفارقة المحترفين في أوروبا من المشاركة في بطولة كأس الأمم الأفريقية، بسبب غياب «بروتوكول صحي مناسب»في ظل انتشار متحور أوميكرون، مما زاد من فرضيات إلغاء أو تأجيل البطولة لأسباب تنظيمية. فيما بعد، أعلن الاتحاد الأفريقي لكرة القدم في بيان مشترك مع الحكومة الكاميرونية يوم 16 ديسمبر 2021، عن عدم تأجيل البطولة، وانطلاقها في موعدها المحدد سلفًا. كما صوتت غالبية المكتب التنفيذي للاتحاد الإفريقي لكرة القدم، بإقامة البطولة في موعدها، في اجتماع حضره رئيس الاتحاد الدولي لكرة القدم جياني إنفانتينو؛ والذي صرح فيما بعد عن تفهمه لأهمية البطولة الأفريقية، غير أنه يرى أن تغيير موعد البطولة إلى شهر سبتمبر، سيحل مشاكل كثيرة للأندية الأوروبية التي تخسر لاعبيها خلال الموسم.

### التشكيك في صحة فحوصات الكشف عن فيروس كورونا

#### بوركينا فاسو
احتج اتحاد بوركينا فاسو لكرة القدم على صحة مسحات فيروس كورونا التي خضع لها الفريق قبل المباراة الافتتاحية ضد الكاميرون، كما طالبوا بإعادتها، وذلك بعد الإعلان عن إصابة تسعة أفراد من منتخب بوركينا فاسو من بينهم خمسة لاعبين بفيروس كورونا. في وقت لاحق، أكد الاتحاد الأفريقي لكرة القدم على صحة ودقة الفحوصات التي خضع لها طاقم منتخب بوركينا فاسو.

#### جزر القمر
قبل مباراة دور الـ 16 بين الكاميرون وجزر القمر، أعلن منتخب جزر القمر عن إصابة 12 لاعب بفيروس كورونا من بينهم حارسي المرمى معاذ أوسيني وعلي أحمدا. أعلن اتحاد جزر القمر لكرة القدم عن شفاء الحارس علي أحمدا على بعد 8 ساعات من بداية المباراة، غير أن اللجنة الطبية للمسابقة رفضت مشاركته في اللقاء، لضرورة بقائه 5 أيام في الحجر الصحي، ليضطروا للعب المباراة دون حارس مرمى، حيث اعتمدوا على الظهير الأيسر شاكر الهدهور كحارس في المباراة. شكك العديد من المتابعين في صحة اختبارات كورونا التي خضع لها اللاعبون.

### الاعتداء على الصحفيين الجزائريين
نددت الاتحادية الجزائرية لكرة القدم يوم 10 يناير 2022، الاعتداء الذي طال 3 صحفيين جزائريين كانوا يغطون أحداث البطولة، حيث تعرضوا لإصابات جسدية طفيفة وسلبت منهم بعض الأغراض الشخصية حسب بيان الاتحادية، كما أدان الاتحاد الأفريقي لكرة القدم هذا الاعتداء عبر بيان لوسائل الإعلام.

### أزمة الكرات في مباراة نيجيريا ومصر
في مباراة نيجيريا ومصر برسم المباراة الافتتاحية للمجموعة الرابعة والتي لعبت يوم 11 يناير 2022، قام حكم اللقاء الغامبي باكاري غاساما بتغيير كرة اللقاء 3 مرات، في ظرف 23 دقيقة، بعدما لاحظ لاعبو المنتخبين ضُعف ضغط الهواء في الكرات.

### قلة الحضور الجماهيري
لوحظ ضعف حضور الجماهير خلال مباريات البطولة، مما جعل الحكومة الكاميرونية تناشد الجماهير المحلية لحضور المباريات، كما أعلن رئيس دولة الكاميرون بول بيا، عن تعديل مواعيد العمل والدراسة خلال أطوار المسابقة، لتشجيع الجمهور على حضور المباريات.

### أرضية ملعب جابوما
طلب منتخبا الجزائر وكوت ديفوار تغيير ملعب مباراتهم برسم الجولة الأخيرة من المجموعة الخامسة، وذلك بسبب سوء أرضية الملعب، غير أن اللجنة المنظمة للمسابقة أعلنت يوم 18 يناير 2022 عن رفضها للطلب. عزى محافظ دوالا سوء أرضية الملعب إلى كثرة المباريات التي احتضنها الملعب.

### إطلاق النار في بويا
يوم 12 يناير 2022، في مدينة بويا التي تقع قرب مدينة ليمبي، نشب تبادل لإطلاق النار بين القوات المسلحة الكاميرونية والانفصاليين على خلفية الحرب الأهلية الكاميرونية بسبب مشكلة الناطقين بالإنجليزية، وقد حذرت اللجنة المنظمة للبطولة منتخبات المجموعة السادسة المقيمة هناك، حيث أوقف المنتخبان المالي والتونسي مرانهم التدريبي.

### أحداث مباراة تونس ومالي

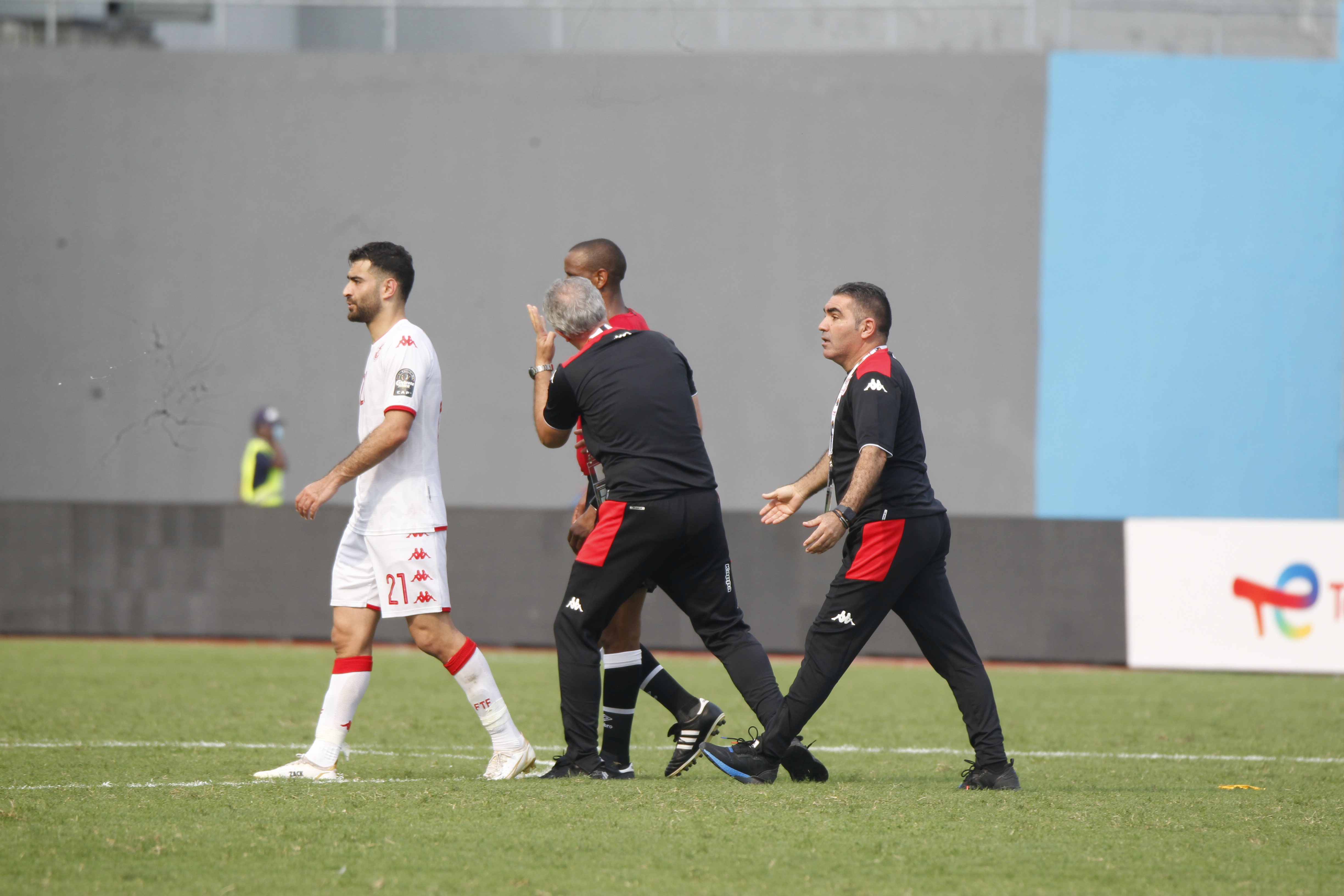
احتجاج مدرب المنتخب التونسي منذر الكبير ومساعده جلال القادري على حكم المباراة جاني سيكازوي.

في المباراة الأولى للمجموعة السادسة بين تونس ومالي التي انطلقت في الساعة 14:00 يوم 12 يناير 2022 على ملعب ليمبي، قام الحكم الزامبي جاني سيكازوي بانهاء المباراة في الدقيقة 85:06 ليشير بعدها إلى نهاية المباراة في الدقيقة 89:44 دون احتساب وقت بدل الضائع، والذي كان من المفترض أن يُحتسب لكثرة التغييرات (9 تغييرات بين المنتخبين) إضافة للتحقق مرتين من تقنية الحكم المساعد بالفيديو. أعلن الحكم بعدها عن العودة لاستكمال المباراة بعد 25 دقيقة من توقفها، غير أن المنتخب التونسي رفض العودة لإكمالها. أعرب منذر الكبير مدرب منتخب تونس آنذاك عن اندهاشه بالحادثة، حيث قال: «لقد عملت في التدريب منذ مدة طويلة ولم أر شيئًا كهذا، حتى الحكم الرابع كان يستعد لرفع اللوحة بالوقت بدل الضائع ثم أطلق حكم الساحة صافرته». إحتجت الجامعة التونسية لكرة القدم على نتيجة المباراة، وطالبت بإعادتها حسب عدة تقارير، غير أن الاتحاد الأفريقي لكرة القدم أعلن يوم 13 يناير 2022، عن رفضه احتجاج المنتخب التونسي واعتماد نتيجة المباراة (1–0 لمالي).
جاء تقرير لطب الشرعي أن الحكم جاني سيكازوي تعرض لضربة شمس مما ساهم في سوء تعامله مع المباراة.

### النشيد الوطني الموريتاني
قبل المباراة الثانية للمجموعة السادسة بين موريتانيا وغامبيا التي انطلقت في الساعة 17:00 يوم 12 يناير 2022 على ملعب ليمبي، عُزف النشيد الوطني الموريتاني القديم 3 مرات ما تسبب في إستياء لاعبي موريتانيا، وقال مذيع الملعب إن لاعبي موريتانيا سينشدون النشيد بأنفسهم، لكن محاولة ثالثة فاشلة سرعان ما قطعت بعد عزف النشيد القديم للبلاد مرة أخرى.
قدم الاتحاد الأفريقي لكرة القدم يوم 13 يناير 2022، اعتذاره للاتحادية الموريتانية لكرة القدم عن الحادثة.

### غياب الترجمة العربية في الندوات الصحفية
في المؤتمر الصحفي الذي سبق مباراة المغرب وجزر القمر في إطار الجولة الثانية من المجموعة الثالثة، منع ممثل اللجنة المنظمة حارس مرمى المغرب ياسين بونو من الإجابة على سؤال أحد الصحفيين باللغة العربية بسبب غياب مترجم للعربية، ليطلب منه الحديث إما باللغة الفرنسية أو الإنجليزية، مما أثار غضب اللاعب الذي حمَّل اللجنة المنظمة مسؤولية غياب المترجم.

### كارثة ملعب أوليمبي
قبل المباراة الرابعة في مرحلة خروج المغلوب بين الكاميرون المستضيفة وجزر القمر التي انطلقت في الساعة 20:00 يوم 24 يناير 2022 على ملعب أوليمبي، حصل تدافع عنيف من جانب الجماهير الكاميرونية، حيث أوضحت وزارة الصحة الكاميرونية أن التدافع حصل لحظة تأكد المنظمين من حصول المشجعين على البطاقة الصحية لدخول الملعب من البوابة جنوبية لمشاهدة المباراة. خَلَّف التدافع تسجيل ثماني وفيات لامرأتين وأربعة رجال، جميعهم في الثلاثينات من العمر، إضافة إلى طفلين. وأشارت الوزارة إلى أن نحو 50 شخصا أصيبوا في التدافع بينهم شخصان جراحهما متعددة واثنان آخران اصابتهما خطيرة في الرأس ورضيع نُقل على الفور إلى المستشفى العام في ياوندي في حالة مستقرة طبيا.

### نقل المباريات من ملعب جابوما
كان من المقرر أن يستضيف ملعب جابوما في دوالا أربع مباريات في مرحلة خروج المغلوب، بالإضافة إلى ست مباريات في دور المجموعات. ومع ذلك، بعد انتقاد الملعب من قبل المدربين واللاعبين على حد سواء خلال مرحلة المجموعات، قررت اللجنة المنظمة خلال البطولة نقل جميع المباريات من ملعب جابوما إلى ملاعب أخرى مثل ملعب ليمبي وملعب أحمدو أهيدجو في ياوندي. انتقد جمال بلماضي، مدرب المنتخب الجزائري، جودة العشب حيث قال: «ليس بالمستوى الذي يسمح بالمرونة التامة وما نتمناه من البطولات الكبيرة مثل كأس الأمم الأفريقية».

### أحداث مباراة مصر والمغرب
بعد نهاية مباراة مصر والمغرب في ربع نهائي، والتي أقيمت يوم 30 يناير 2022، لم يحضر مدرب المغرب وحيد خليلهودزيتش للمؤتمر الصحفي، كما نشبت اشتباكات بين بعض لاعبي ومسؤولي المنتخبين عند غرف تبديل الملابس، حيث أفادت وسائل إعلام عن شجار دار بين المصري أحمد أبو الفتوح والمغربي يوسف النصيري. أعلن الاتحاد الأفريقي لكرة القدم يوم 1 فبراير 2022، عن عقوبات شملت الجانبين، حيث تم توقيف المصري مروان داود، المغربيان سفيان بوفال وسفيان شاكلا لمبارتين لكل واحد منهم بسبب «سلوكهم العنيف» بينما أوقف مساعد مدرب مصر روجر دي سا لأربع مباريات لاستخدامه «لفتة بذيئة»، مع توقيع غرامات مالية على الاتحاد المصري لكرة القدم والجامعة الملكية المغربية لكرة القدم.
عاقبت لجنة الاتحاد الأفريقي للانضباط، الاتحاد المصري لكرة القدم بدفع 100،000 دولار أمريكي منها 50،000 دولار أمريكي مع إيقاف التنفيذ، بسبب تخلف مدرب مصر كارلوس كيروش عن الندوة الصحفية التي سبقت المباراة، حيث لم يستطع كيروش والسولية من الوصول لمقر المؤتمر بسبب ازدحام مروري، مما تسبب في إلغاء الندوة الخاصة بالجانب المصري. في وقت لاحق، علق كيروش عن العقوبة حيث صرح: «...لقد ذهبوا بي لمكان آخر غير مكان المؤتمر الصحفي ثم عاقبونا بغرامة، فمن السهل معاقبة الطرف الأضعف.»
استئنف الجانبان على العقوبات المسلطة عليهم، وقد أعلن الاتحاد الأفريقي لكرة القدم يوم 5 فبراير 2022 عن رفع الإيقاف عن اللاعب المصري مروان داود، كما خُفضت الغرامة المالية التي وُقعت على الاتحاد المصري لكرة القدم بسبب التغيب عن المؤتمر الصحفي، من 100،000 دولار أمريكي إلى 50،000 دولار أمريكي، ليسدد الاتحاد المصري 25،000 دولار أمريكي مع إيقاف التنفيذ، كما تم الإبقاء على باقي العقوبات، بينما ألغيت عقوبة الإيقاف عن لاعبي المغرب سفيان بوفال وسفيان شاكلا يوم 23 فبراير 2022.

### أحداث مباراة الكاميرون ومصر
قبل مباراة نصف النهائي الثاني بين الكاميرون ومصر، انتشر فيديو مصور لصامويل إيتو رئيس الاتحاد الكاميروني لكرة القدم، وهو يوجه خطابًا للاعبي المنتخب الكاميروني عن المباراة: «كل ما فعلتوه يتوقف على مباراة الخميس، استعدوا بنفس العقلية لأنها الحرب. الحرب.» كما أضاف: «إنها الطريقة التي يجب أن نتعامل بها مع هذه المباراة.. الحرب، لا يمكنكم أن تهدروا هذه الفرصة، مستحيل.. مستحيل». أثارت تصريحات إيتو جدلا واسعا في وسائل الإعلام، ليرد مدرب مصر كارلوس كيروش بقوله أن «كرة القدم لا يمكن أن تكون حربًا»، وأن «الحرب الحقيقية هي حماية من يلقون حتفهم على بوابات الملاعب». في وقت لاحق، قال إيتو أن المقصود من الخطاب هو تحفيز اللاعبين، ولم يكن هدفه إهانة أي دولة.
احتج الاتحاد المصري لكرة القدم على تعيين الحكم الغامبي باكاري غاساما لقيادة المباراة، دون ذكر السبب. خلال المباراة، طرد غاساما مدرب مصر كيروش بسبب احتجاجه الدائم على القرارات التحكيمية، ليقود مساعده وائل جمعة باقي دقائق المباراة بمساعدة من كيروش -الذي كان يتواجد في المدرجات- هاتفيًا. على خلفية طرده من المباراة، تم إيقاف كيروش لمبارتين مع تغريمه 10،000 دولار أمريكي، حيث غاب عن قيادة المنتخب المصري في المباراة النهائية.

### باللغة العربية
1. 1 2 3  "ماني وسيسيه وميندي وأبو بكر يحصلون على جوائز توتال إنرجيز كأس الأمم الأفريقية". CAFOnline.com. الاتحاد الأفريقي لكرة القدم. مؤرشف من الأصل في 2022-02-10. اطلع عليه بتاريخ 2022-02-10.
2. 1 2  "CAF يؤجل قرعة توتال انرجيز كأس الأمم الأفريقية لموعد سيتم تحديده قريبا". CAFOnline.com. الاتحاد الأفريقي لكرة القدم. 6 يونيو 2021. مؤرشف من الأصل في 2021-06-08. اطلع عليه بتاريخ 2021-06-07.
3. 1 2 3  "الاتحاد الإفريقي لكرة القدم يركز على البنية التحتية كأحد أهم أولوياته". CAFOnline.com. الاتحاد الأفريقي لكرة القدم. مؤرشف من الأصل في 2021-06-08. اطلع عليه بتاريخ 2021-03-31.
4. ↑  سمير، محمد (29 ديسمبر 2021). "الكاميرون 2021.. قصة نجاة كأس أمم إفريقيا". FilGoal.com. مؤرشف من الأصل في 2021-12-30. اطلع عليه بتاريخ 2022-01-07.
5. ↑  "30 يوماً على انطلاق توتال انرجيز كأس الأمم الإفريقية الكاميرون 2021". CAFOnline.com. الاتحاد الأفريقي لكرة القدم. مؤرشف من الأصل في 2021-12-09. اطلع عليه بتاريخ 2022-02-10.
6. ↑  "الكاميرون تستضيف أمم إفريقيا 2019 وكوت ديفوار 2021 وغينيا 2023". FilGoal.com. 20 سبتمبر 2014. مؤرشف من الأصل في 2022-02-09. اطلع عليه بتاريخ 2022-02-09.
7. 1 2  "قرارات لجنة CAF التنفيذية - 30.11.2018". CAFOnline.com. الاتحاد الأفريقي لكرة القدم. مؤرشف من الأصل في 2022-02-09. اطلع عليه بتاريخ 2022-02-09.
8. ↑  "رسمياً - سحب تنظيم أمم إفريقيا من الكاميرون". www.goal.com. مؤرشف من الأصل في 2022-02-09. اطلع عليه بتاريخ 2022-02-09.
9. ↑  "بيان اللجنة المنظمة لتوتال كأس الأمم الأفريقية ، الكاميرون 2021". CAFOnline.com. الاتحاد الأفريقي لكرة القدم. مؤرشف من الأصل في 2021-11-30. اطلع عليه بتاريخ 2022-03-20.
10. 1 2  "القرارات الصادرة عن لجنة CAF التنفيذية – 30 يونيو 2020". CAFOnline.com. الاتحاد الإفريقي لكرة القدم. مؤرشف من الأصل في 2020-10-21.
11. ↑  "كأس الأمم الأفريقية.. رهان الكاميرون لتنشيط اقتصادها المرهق". العين الإخبارية. 5 يناير 2022. مؤرشف من الأصل في 2022-01-07. اطلع عليه بتاريخ 2022-01-07.
12. ↑  "قصة التمرد الذي يلقي بظلاله على منافسات كأس الأمم الأفريقية". BBC News عربي. مؤرشف من الأصل في 2022-02-05. اطلع عليه بتاريخ 2022-03-20.
13. ↑  "ملعب أوليمبي". CAFOnline.com. الاتحاد الأفريقي لكرة القدم. مؤرشف من الأصل في 2022-01-27. اطلع عليه بتاريخ 2022-03-20.
14. ↑  "كوت ديفوار تجرد الجزائر من لقبها وتعتلي قمة المجموعة الخامسة". CAFOnline.com. الاتحاد الأفريقي لكرة القدم. مؤرشف من الأصل في 2022-01-09. اطلع عليه بتاريخ 2022-02-09.
15. ↑  "مصر إلى النهائي بالفوز على الكاميرون بركلات الترجيح". CAFOnline.com. الاتحاد الأفريقي لكرة القدم. مؤرشف من الأصل في 2022-01-24. اطلع عليه بتاريخ 2022-02-09.
16. ↑  "الكاميرون تعود من الخلف بتتوج ببرونزية توتال انرجيز كأس الأمم الأفريقية". CAFOnline.com. الاتحاد الأفريقي لكرة القدم. مؤرشف من الأصل في 2022-01-24. اطلع عليه بتاريخ 2022-02-09.
17. ↑  "السنغال بطلة افريقيا". CAFOnline.com. الاتحاد الأفريقي لكرة القدم. مؤرشف من الأصل في 2022-02-08. اطلع عليه بتاريخ 2022-02-07.
18. ↑  "السنغال بطلة جديدة لكأس أمم إفريقيا ومصر تنال احترام الجميع". beIN SPORTS. مؤرشف من الأصل في 2022-02-07. اطلع عليه بتاريخ 2022-02-06.
19. 1 2 3  "CAF reschedules AFCON, CHAN, interclub, cancels women AFCON". guardian.ng (بالإنجليزية الأمريكية). Archived from the original on 2021-08-08. Retrieved 2021-08-18.
20. ↑  "تأجيل تصفيات توتال كأس الأمم الإفريقية 2021". CAFOnline.com. الاتحاد الأفريقي لكرة القدم. مؤرشف من الأصل في 2021-05-02. اطلع عليه بتاريخ 2022-02-10.
21. ↑  "عودة تصفيات كأس الأمم الكاميرون 2021 في نوفمبر، تصفيات مونديال قطر 2022 في مايو 2021". CAFOnline.com. الاتحاد الأفريقي لكرة القدم. مؤرشف من الأصل في 2021-11-19. اطلع عليه بتاريخ 2022-02-10.
22. ↑  "تعرف على نظام التأهل في بطولة أمم أفريقيا 2021 بالكاميرون". اليوم السابع. 7 يناير 2022. مؤرشف من الأصل في 2022-01-08. اطلع عليه بتاريخ 2022-02-02.
23. ↑  "الجزائر - ثعالب الصحراء لكتابة التاريخ". CAFOnline.com. الاتحاد الأفريقي لكرة القدم. مؤرشف من الأصل في 2022-01-09. اطلع عليه بتاريخ 2022-02-10.
24. ↑  "جزر القمر – أسماك السيلاكانتي تسبح لأول مرة". CAFOnline.com. الاتحاد الأفريقي لكرة القدم. مؤرشف من الأصل في 2022-01-07. اطلع عليه بتاريخ 2022-02-10.
25. ↑  "جامبيا -رقصة العقارب الأولى". CAFOnline.com. الاتحاد الأفريقي لكرة القدم. مؤرشف من الأصل في 2022-01-09. اطلع عليه بتاريخ 2022-02-10.
26. ↑  "الفرق المتأهلة لنهائيات توتال كأس الأمم الإفريقية ، الكاميرون 2021". CAFOnline.com. الاتحاد الأفريقي لكرة القدم. مؤرشف من الأصل في 2022-01-24. اطلع عليه بتاريخ 2022-02-09.
27. ↑  "الحضور الجماهيري في توتال انرجيز كأس الأمم الأفريقية بين 60٪ و 80٪". CAFOnline.com. الاتحاد الأفريقي لكرة القدم. مؤرشف من الأصل في 2022-01-05. اطلع عليه بتاريخ 2022-03-20.
28. ↑  "الإعلان عن حكام مباريات توتال انرجيز كأس الأمم الإفريقية ، الكاميرون 2021". الاتحاد الأفريقي لكرة القدم. 21 ديسمبر 2021. مؤرشف من الأصل في 2022-01-11.
29. ↑  "التاريخ ينتظر موكانسانجا وثلاث أخريات كأول طاقم تحكيم نسائي يدير مباراة في توتال انرجيز كأس الأمم الأفريقية". CAFOnline.com. الاتحاد الأفريقي لكرة القدم. مؤرشف من الأصل في 2022-03-11. اطلع عليه بتاريخ 2022-03-17.
30. ↑  "سليمة موكانسانجا عنوان اليوم المفتوح لحكام CAF لكأس الأمم الأفريقية". CAFOnline.com. الاتحاد الأفريقي لكرة القدم. مؤرشف من الأصل في 2022-02-06. اطلع عليه بتاريخ 2022-03-17.
31. ↑  "سيتم استخدام تقنية حكم الفيديو المساعد VAR في جميع مباريات كأس الأمم الأفريقية الـ 52 لأول مرة". CAFOnline.com. الاتحاد الأفريقي لكرة القدم. مؤرشف من الأصل في 2022-01-09. اطلع عليه بتاريخ 2022-02-10.
32. ↑  "كأس الأمم الأفريقية: استخدام تقنية "الفار" للمرة الأولى في البطولة بمناسبة مباريات ربع النهائي". فرانس 24 / France 24. 10 يوليو 2019. مؤرشف من الأصل في 2021-05-26. اطلع عليه بتاريخ 2022-03-17.
33. ↑  "الكاميرون تفتتح توتال انرجيز كاس الأمم الافريقية بفوز صعب على بوركينا فاسو". CAFOnline.com. الاتحاد الأفريقي لكرة القدم. مؤرشف من الأصل في 2022-01-08. اطلع عليه بتاريخ 2022-03-17.
34. ↑  "الإعلان عن موعد قرعة نهائيات توتال انرجيز كأس الأمم الإفريقية". CAFOnline.com. الاتحاد الأفريقي لكرة القدم. مؤرشف من الأصل في 2021-07-29. اطلع عليه بتاريخ 2022-02-10.
35. ↑  "مركز ياوندي للمؤتمرات يستعد لاستضافة الفرق والأساطير الأفريقية مساء الثلاثاء". CAFOnline.com. الاتحاد الأفريقي لكرة القدم. مؤرشف من الأصل في 2022-02-10. اطلع عليه بتاريخ 2022-02-10.
36. ↑  "كبار الأساطير الأفارقة في قرعة توتال انرجيز كأس الأمم الأفريقية الثلاثاء". CAFOnline.com. الاتحاد الأفريقي لكرة القدم. مؤرشف من الأصل في 2022-02-10. اطلع عليه بتاريخ 2022-02-10.
37. ↑  "توتال إنرجيز كأس الأمم الأفريقية ، الكاميرون 2021 - إجراءات القرعة". CAFOnline.com. الاتحاد الأفريقي لكرة القدم. مؤرشف من الأصل في 2021-08-14. اطلع عليه بتاريخ 2022-02-10.
38. ↑  "شاهد البث المباشر: قرعة توتال إنرجيز كأس الأمم الأفريقية الكاميرون 2021". CAFOnline.com. الاتحاد الأفريقي لكرة القدم. مؤرشف من الأصل في 2022-02-10. اطلع عليه بتاريخ 2022-02-10.
39. ↑  "توتال إنرجيز كأس الأمم الأفريقية ، الكاميرون 2021: الكشف عن المجموعات". CAFOnline.com. الاتحاد الأفريقي لكرة القدم. مؤرشف من الأصل في 2021-11-08. اطلع عليه بتاريخ 2022-02-10.
40. ↑  "توتال انرجيز كأس الأمم الإفريقية ، الكاميرون 2021: جدول المباريات المحدث". CAFOnline.com. الاتحاد الأفريقي لكرة القدم. مؤرشف من الأصل في 2021-11-20. اطلع عليه بتاريخ 2022-02-10.
41. ↑  "شاهد مراسم حفل افتتاح كأس أمم أفريقيا توتال إنرجيز - الكاميرون ٢٠٢١". beIN SPORTS. مؤرشف من الأصل في 2022-01-09. اطلع عليه بتاريخ 2022-02-04.
42. ↑  "مراسم افتتاح كأس إفريقيا بحضور أقدم رئيس في العالم وزوجته (صور)". RT Arabic. مؤرشف من الأصل في 2022-01-10. اطلع عليه بتاريخ 2022-02-04.
43. ↑  "بالصور: الأسد بطل حفل افتتاح كأس الأمم الأفريقية". كووورة. 9 يناير 2022. مؤرشف من الأصل في 2022-02-05. اطلع عليه بتاريخ 2022-02-04.
44. ↑  Ayoob.Alhadeethi. "الكاميرون تصنع الحدث بحفل افتتاح مميز لكأس أفريقيا". alaraby.co.uk. مؤرشف من الأصل في 2022-01-09. اطلع عليه بتاريخ 2022-02-04.
45. ↑  "عرض متعدد الثقافات لحفل افتتاح توتال انرجيز كأس الأمم الأفريقية في الكاميرون". CAFOnline.com. الاتحاد الأفريقي لكرة القدم. مؤرشف من الأصل في 2022-01-25. اطلع عليه بتاريخ 2022-02-04.
46. 1 2  "CAF يعلن عن الجدول الرسمي لمباريات توتال انرجيز كأس الأمم الإفريقية الكاميرون 2021". CAFOnline.com. الاتحاد الأفريقي لكرة القدم. مؤرشف من الأصل في 2022-01-04. اطلع عليه بتاريخ 2022-02-10.
47. 1 2  "جدول مباريات توتال انرجيز كأس الأمم الإفريقية". CAFOnline.com. الاتحاد الأفريقي لكرة القدم. مؤرشف من الأصل في 2022-01-05. اطلع عليه بتاريخ 2022-02-10.
48. ↑  "الكاميرون vs. بوركينا فاسو - 9 يناير 2022". سوكر واي. مؤرشف من الأصل في 2021-11-28. اطلع عليه بتاريخ 2022-01-09.
49. ↑  "أثيوبيا vs. جزر الرأس الأخضر - 9 يناير 2022". سوكر واي. مؤرشف من الأصل في 2022-01-10. اطلع عليه بتاريخ 2022-01-09.
50. ↑  "السنغال vs. زيمباوبي - 10 يناير 2022". سوكر واي. مؤرشف من الأصل في 2021-09-29. اطلع عليه بتاريخ 2022-01-10.
51. ↑  "غينيا vs. مالاوي - 10 يناير 2022". سوكر واي. مؤرشف من الأصل في 2021-11-30. اطلع عليه بتاريخ 2022-01-10.
52. ↑  "المغرب vs. غانا - 10 يناير 2022". سوكر واي. مؤرشف من الأصل في 2021-12-23. اطلع عليه بتاريخ 2022-01-10.
53. ↑  "جزر القمر vs. الغابون - 10 يناير 2022". سوكر واي. مؤرشف من الأصل في 2021-12-09. اطلع عليه بتاريخ 2022-01-11.
54. ↑  "تأخير انطلاقة مباراة موريتانيا وغامبيا". beIN SPORTS. 12 يناير 2022. مؤرشف من الأصل في 2021-01-27. اطلع عليه بتاريخ 2022-01-12. {{استشهاد بخبر}}: |archive-date= / |archive-url= timestamp mismatch (مساعدة)
55. ↑  "توتال انرجيز كأس الأمم الأفريقية 2021 – تحديث حول عدد التغييرات والحد الأدنى لعدد اللاعبين في حالة اختبارات COVID19 الإيجابية". الاتحاد الأفريقي لكرة القدم. 8 يناير 2022. مؤرشف من الأصل في 2022-02-05. اطلع عليه بتاريخ 2022-02-06.
56. ↑  "البيان الإعلامي للجنة CAF المنظمة". الاتحاد الأفريقي لكرة القدم. 26 يناير 2022. مؤرشف من الأصل في 2022-03-13. اطلع عليه بتاريخ 2022-01-26.
57. 1 2  ""كاف" يستنجد بملعب أحمدو أهيدجو". beIN SPORTS. 26 يناير 2022. مؤرشف من الأصل في 2022-03-13. اطلع عليه بتاريخ 2022-01-26.
58. ↑  "بيان اللجنة المنظمة حول تغيير موعد مباراة المركز الثالث لتوتال انرجيز كأس الأمم الإفريقية". الاتحاد الأفريقي لكرة القدم. 2 فبراير 2022. مؤرشف من الأصل في 2022-03-13. اطلع عليه بتاريخ 2022-02-03.
59. ↑  "تقديم مباراة المركز الثالث من الأحد إلى السبت". beIN SPORTS. 2 فبراير 2022. مؤرشف من الأصل في 2022-03-13. اطلع عليه بتاريخ 2022-02-03.
60. 1 2 3  "أبو بكر هداف البطولة... مندي أفضل حارس وساديو مانيه أفضل لاعب". beIN SPORTS. 6 فبراير 2022. مؤرشف من الأصل في 2022-02-07.
61. ↑  FilGoal (7 فبراير 2022). "سيسيه أفضل مدرب في كأس إفريقيا 2021". FilGoal.com. مؤرشف من الأصل في 2022-02-07. اطلع عليه بتاريخ 2022-02-07.
62. ↑  FilGoal (7 فبراير 2022). "اختيار ظهير أيمن بوركينا فاسو أفضل لاعب شاب في أمم إفريقيا". FilGoal.com. مؤرشف من الأصل في 2022-02-07. اطلع عليه بتاريخ 2022-02-07.
63. ↑  FilGoal (7 فبراير 2022). "فوز السنغال بجائزة اللعب النظيف". FilGoal.com. مؤرشف من الأصل في 2022-02-07. اطلع عليه بتاريخ 2022-02-07.
64. ↑  "صلاح وعبد المنعم والنني وحكيمي في التشكيلة المثالية لكأس أمم إفريقيا". beIN SPORTS. مؤرشف من الأصل في 2022-02-07. اطلع عليه بتاريخ 2022-02-07.
65. ↑  FilGoal (7 فبراير 2022). "تواجد ثلاثي لمنتخب مصر في التشكيل المثالي لـ أمم إفريقيا.. واثنان على مقاعد البدلاء". FilGoal.com. مؤرشف من الأصل في 2022-02-08. اطلع عليه بتاريخ 2022-02-07.
66. 1 2 3 4  "لجنة CAF التنفيذية توافق على زيادة جوائز توتال انرجيز كأس الأمم الأفريقية". CAFOnline.com. الاتحاد الأفريقي لكرة القدم. مؤرشف من الأصل في 2022-01-07. اطلع عليه بتاريخ 2022-01-07.
67. ↑  "يلاكورة | من هم رُعاة ملابس المنتخبات في كأس الأمم الإفريقية 2021". موقع نبض. مؤرشف من الأصل في 2023-02-18. اطلع عليه بتاريخ 2022-01-07.
68. ↑  "إطلاق ملصق توتال انرجيز كأس الأمم الأفريقية مع اقتراب ضربة البداية". CAFOnline.com. الاتحاد الأفريقي لكرة القدم. مؤرشف من الأصل في 2022-01-07. اطلع عليه بتاريخ 2022-02-10.
69. ↑  FilGoal (29 مايو 2019). "أمبرو تكشف عن الكرة الرسمية لكأس الأمم الإفريقية 2019". FilGoal.com. مؤرشف من الأصل في 2020-11-25. اطلع عليه بتاريخ 2022-01-07.
70. ↑  "شاهد.. كاف يعلن عن الكرة الرسمية لبطولة كأس الأمم الأفريقية". اليوم السابع. 29 مايو 2019. مؤرشف من الأصل في 2022-01-07. اطلع عليه بتاريخ 2022-01-07.
71. ↑  "الكشف عن "توغو" ، الكرة الرسمية لبطولة توتال انرجيز كأس الأمم الأفريقية". CAFOnline.com. مؤرشف من الأصل في 2021-11-24. اطلع عليه بتاريخ 2022-01-07.
72. ↑  "الاتحاد الإفريقي يقرر إقامة كأس الأمم 2021 في الشتاء". www.goal.com. مؤرشف من الأصل في 2020-01-16. اطلع عليه بتاريخ 2022-01-07.
73. ↑  ""مولا" التميمة الرسمية لبطولة كأس الأمم الإفريقية 2021". فيتو (بar-eg). 17 May 2021. Archived from the original on 2021-05-24. Retrieved 2022-01-07.{{استشهاد ويب}}:  صيانة الاستشهاد: لغة غير مدعومة (link)
74. ↑  "رسميًا.. الكشف عن تميمة كأس الأمم الإفريقية 2021 (صورة)". الكابتن. مؤرشف من الأصل في 2022-01-07. اطلع عليه بتاريخ 2022-01-07.
75. ↑  "البلد المضيف". CAFOnline.com. مؤرشف من الأصل في 2020-09-18. اطلع عليه بتاريخ 2022-01-07.
76. ↑  "Visa توقع كراعي تكنولوجيا المدفوعات لبطولة كأس الأمم الإفريقية توتال وتجلب أكبر بطولة لكرة القدم في القارة للمشجعين في كل مكان | Visa". km.visamiddleeast.com. مؤرشف من الأصل في 2020-09-28. اطلع عليه بتاريخ 2022-01-07.
77. ↑  "لنبني الكرة الأفريقية معاً – شراكة طويلة بينCAF وأمبرو". CAFOnline.com. الاتحاد الأفريقي لكرة القدم. مؤرشف من الأصل في 2022-01-05. اطلع عليه بتاريخ 2022-02-10.
78. ↑  "انضم الى فعاليات بطولة كأس الأمم الأفريقية على تيك توك بالتعاون مع الاتحاد الأفريقي لكرة القدم". Newsroom | TikTok (بar-mena). 16 Aug 2019. Archived from the original on 2022-01-07. Retrieved 2022-01-07.{{استشهاد ويب}}:  صيانة الاستشهاد: لغة غير مدعومة (link)
79. ↑  "TikTok يوحد مشجعي كرة القدم الأفارقة في جميع أنحاء العالم من خلال الشراكة مع CAF". CAFOnline.com. الاتحاد الأفريقي لكرة القدم. مؤرشف من الأصل في 2022-01-06. اطلع عليه بتاريخ 2022-02-10.
80. ↑  "شركة المشروبات الكاميرونية UCB داعم وطني لـ توتال انرجيز كأس الأمم الأفريقية". CAFOnline.com. الاتحاد الأفريقي لكرة القدم. مؤرشف من الأصل في 2021-12-31. اطلع عليه بتاريخ 2022-02-10.
81. ↑  "CAF يطلق عملية المناقصة للبث والخدمات التلفزيونية ذات الصلة للمضيف بما في ذلك توتال انرجيز كأس الأمم الإفريقية الكاميرون 2021 ومسابقات CAF للأندية". CAFOnline.com. الاتحاد الأفريقي لكرة القدم. مؤرشف من الأصل في 2021-11-04. اطلع عليه بتاريخ 2022-02-10.
82. 1 2 3 4 5  "بث توتال انرجيز كأس الأمم الأفريقية 2021 في أكثر من 150 دولة بداية من اليوم". CAFOnline.com. الاتحاد الأفريقي لكرة القدم. مؤرشف من الأصل في 2022-01-10. اطلع عليه بتاريخ 2022-01-10.
83. ↑  "جدول مباريات كأس أمم أفريقيا والملخصات والقنوات الناقلة". beIN SPORTS. مؤرشف من الأصل في 2022-01-09. اطلع عليه بتاريخ 2022-01-10.
84. ↑  "قناة مفتوحة.. التلفزيون الجزائري يحصل على حقوق بث مباريات أمم إفريقيا". صدى البلد (بar-eg). 2 Jan 2022. Archived from the original on 2022-01-04. Retrieved 2022-02-03.{{استشهاد ويب}}:  صيانة الاستشهاد: لغة غير مدعومة (link)
85. ↑  التاسعة, Attessia TV-قناة (8 Jan 2022). "بعد التلفزيون الجزائري.. التلفزيون المغربي يقتني حقوق بث كأس الأمم الإفريقية". Attessia TV - قناة التاسعة (بar-LB). Archived from the original on 2022-02-03. Retrieved 2022-02-03.{{استشهاد ويب}}:  صيانة الاستشهاد: لغة غير مدعومة (link)
86. ↑  العظيم، محمد عبد (15 ديسمبر 2021). "مصدر بـ كاف لـ في الجول: اتحاد الأندية الأوروبية يرفض استدعاء اللاعبين لـ أمم إفريقيا في غياب "بروتوكول صحي مناسب"". FilGoal.com. مؤرشف من الأصل في 2021-12-15. اطلع عليه بتاريخ 2022-03-18.
87. ↑  "رابطة الأندية الأوربية تهدد بمنع لاعبيها من المشاركة في كأس الأمم الأفريقية المقررة في الكاميرون". فرانس 24 / France 24. 15 ديسمبر 2021. مؤرشف من الأصل في 2022-02-06. اطلع عليه بتاريخ 2022-03-18.
88. ↑  العظيم، محمد عبد (16 ديسمبر 2021). "بيان مشترك من كاف والحكومة الكاميرونية: أمم إفريقيا في موعدها.. و3 إجراءات استعدادا للبطولة". FilGoal.com. مؤرشف من الأصل في 2022-03-18. اطلع عليه بتاريخ 2022-03-18.
89. ↑  العظيم، محمد عبد (19 ديسمبر 2021). "خبر في الجول - أغلبية مكتب كاف التنفيذي يصوت لإقامة أمم إفريقيا في موعدها". FilGoal.com. مؤرشف من الأصل في 2022-03-18. اطلع عليه بتاريخ 2022-03-18.
90. ↑  العظيم، محمد عبد (19 ديسمبر 2021). "خبر في الجول – بحضور إنفانتينو.. اجتماع لمكتب كاف التنفيذي الأحد لتحديد مصير أمم إفريقيا". FilGoal.com. مؤرشف من الأصل في 2021-12-19. اطلع عليه بتاريخ 2022-03-18.
91. ↑  FilGoal (20 ديسمبر 2021). "إنفانتينو: نفهم أهمية كأس أمم إفريقيا.. ولكن نقلها لسبتمبر سيحل مشاكل الأندية الأوروبية". FilGoal.com. مؤرشف من الأصل في 2021-12-20. اطلع عليه بتاريخ 2022-03-18.
92. ↑  FilGoal (8 يناير 2022). "بي.إن.سبورتس: بوركينا فاسو تحتج وتطالب بإعادة إجراء مسحات الكشف عن كورونا". FilGoal.com. مؤرشف من الأصل في 2022-03-18. اطلع عليه بتاريخ 2022-03-18.
93. ↑  FilGoal (8 يناير 2022). "كورونا يحرم بوركينا فاسو من 4 لاعبين قبل لقاء الكاميرون في افتتاح كأس إفريقيا". FilGoal.com. مؤرشف من الأصل في 2022-01-10. اطلع عليه بتاريخ 2022-03-18.
94. ↑  العظيم، محمد عبد (8 يناير 2022). "بخصوص سيمبوري ورفاقه.. شكوى من بوركينا فاسو واتهامات بالتلاعب قبل افتتاح كأس أمم إفريقيا". FilGoal.com. مؤرشف من الأصل في 2022-03-18. اطلع عليه بتاريخ 2022-03-18.
95. ↑  العظيم، محمد عبد (9 يناير 2022). "بعد تبين إصابة 5 لاعبين.. كاف يؤكد لـ بوركينا فاسو دقة فحوصات الكشف عن كورونا". FilGoal.com. مؤرشف من الأصل في 2022-01-15. اطلع عليه بتاريخ 2022-03-18.
96. ↑  العظيم، محمد عبد (24 يناير 2022). "مصدر من كاف: حارس جزر القمر لن يتمكن من المشاركة أمام الكاميرون.. وقانون جديد بخصوص كورونا". FilGoal.com. مؤرشف من الأصل في 2022-02-07. اطلع عليه بتاريخ 2022-03-19.
97. ↑  "كأس إفريقيا.. جزر القمر تلعب أمام الكاميرون دون حراس مرمى". DW.COM (بar-AE). Archived from the original on 2022-02-09. Retrieved 2022-03-19.{{استشهاد ويب}}:  صيانة الاستشهاد: لغة غير مدعومة (link)
98. ↑  "جزر القمر أمام الكاميرون بدون حارس مرمى". beIN SPORTS. مؤرشف من الأصل في 2022-01-31. اطلع عليه بتاريخ 2022-03-19.
99. ↑  "هل تلاعبت الكاميرون باختبارات كورونا في أمم أفريقيا؟". www.aljazeera.net. مؤرشف من الأصل في 2022-02-15. اطلع عليه بتاريخ 2022-03-19.
100. ↑  "كأس أمم افريقيا: هل تتلاعب الكاميرون بنتائج اختبارات وباء كورونا؟". www.i24news.tv. مؤرشف من الأصل في 2022-01-25. اطلع عليه بتاريخ 2022-03-19.
101. ↑  "برصيد خال من إصابات "كورونا" في الـ"كان".. الكاميرون تحاول طرد "الشبهات" وتنفي "تلاعبها" في نتائج اختبارات جزر القمر". مؤرشف من الأصل في 2022-01-30. اطلع عليه بتاريخ 2022-03-19.
102. ↑  FilGoal (10 يناير 2022). "الاتحاد الجزائري يندد بالاعتداء "الجبان" على 3 صحفيين في الكاميرون". FilGoal.com. مؤرشف من الأصل في 2022-03-18. اطلع عليه بتاريخ 2022-03-18.
103. ↑  العظيم، محمد عبد (10 يناير 2022). "أمم إفريقيا - كاف يدين الاعتداء على الصحفيين الجزائريين في الكاميرون". FilGoal.com. مؤرشف من الأصل في 2022-01-11. اطلع عليه بتاريخ 2022-03-18.
104. ↑  FilGoal (11 يناير 2022). "3 كرات فاسدة في مباراة مصر ونيجيريا". FilGoal.com. مؤرشف من الأصل في 2022-01-13. اطلع عليه بتاريخ 2022-03-18.
105. ↑  Riad.Turk. "ما هي أسباب مقاطعة الجماهير لملاعب كأس أمم أفريقيا؟". alaraby.co.uk. مؤرشف من الأصل في 2022-01-16. اطلع عليه بتاريخ 2022-03-18.
106. ↑  FilGoal (12 يناير 2022). "أمم إفريقيا - الحكومية الكاميرونية تدعو شعبها لحضور المباريات". FilGoal.com. مؤرشف من الأصل في 2022-01-15. اطلع عليه بتاريخ 2022-03-18.
107. ↑  "الكاميرون تعدل مواعيد العمل والدراسة من أجل أمم أفريقيا". يلاكورة.كوم. مؤرشف من الأصل في 2022-01-23. اطلع عليه بتاريخ 2022-03-18.
108. ↑  العظيم، محمد عبد (17 يناير 2022). "مصدر من كاف لـ في الجول: الجزائر وكوت ديفوار طلبا تغيير ملعب المباراة بينهما". FilGoal.com. مؤرشف من الأصل في 2022-02-02. اطلع عليه بتاريخ 2022-03-18.
109. ↑  FilGoal (18 يناير 2022). "أمم إفريقيا - كاف يرفض تغيير ملعب لقاء الجزائر وكوت ديفوار". FilGoal.com. مؤرشف من الأصل في 2022-02-02. اطلع عليه بتاريخ 2022-03-18.
110. ↑  FilGoal (19 يناير 2022). "محافظ دوالا الكاميرونية: ملعب جابوما جاهز لمباراة الجزائر وكوت ديفوار.. وهذا سبب تضرر الأرضية". FilGoal.com. مؤرشف من الأصل في 2022-02-03. اطلع عليه بتاريخ 2022-03-18.
111. ↑  "الكاميرون.. إطلاق نار في مدينة تستضيف مواجهات بطولة أمم إفريقيا". التلفزيون العربي. مؤرشف من الأصل في 2022-01-16. اطلع عليه بتاريخ 2022-03-17.
112. ↑  "قبل انطلاق كأس أمم إفريقيا.. هكذا بدأت "الحرب الأهلية" بالكاميرون". سكاي نيوز عربية. مؤرشف من الأصل في 2021-12-28. اطلع عليه بتاريخ 2022-03-17.
113. ↑  "اللجنة المنظمة تطالب منتخبات المجموعة السادسة بالحذر". beIN SPORTS. مؤرشف من الأصل في 2022-01-31. اطلع عليه بتاريخ 2022-03-17.
114. ↑  العظيم، محمد عبد (12 يناير 2022). "مصدر من كاف لـ في الجول: هناك تبادل إطلاق نار بين الجيش الكاميروني وقبائل انفصالية.. وحذرنا المنتخبات". FilGoal.com. مؤرشف من الأصل في 2022-01-15. اطلع عليه بتاريخ 2022-03-17.
115. ↑  "كأس إفريقيا.. تحذيرات أمنية تجبر منتخب تونس على عدم مغادرة مقر إقامته وإلغاء تدريباته". مؤرشف من الأصل في 2022-01-12.
116. ↑  "كأس أمم أفريقيا.. معركة بالأسلحة النارية تؤرق مالي ضد تونس". العين الإخبارية. 12 يناير 2022. مؤرشف من الأصل في 2022-01-12. اطلع عليه بتاريخ 2022-03-17.
117. ↑  "إطلاق نار في المدينة المضيفة لمنتخب تونس بأمم إفريقيا". سكاي نيوز عربية. مؤرشف من الأصل في 2022-01-13. اطلع عليه بتاريخ 2022-03-17.
118. ↑  "فضيحة مدوية في كأس إفريقيا.. الحكم ينهي مباراة تونس ومالي قبل نهاية الوقت الأصلي (فيديو)". RT Arabic. مؤرشف من الأصل في 2022-01-13. اطلع عليه بتاريخ 2022-01-25.
119. ↑  "مدرب تونس بعد الفضيحة التحكيمية بمباراة مالي: لم أر شيئًا كهذا من قبل!". www.goal.com. مؤرشف من الأصل في 2022-02-10. اطلع عليه بتاريخ 2022-03-18.
120. ↑  "فضيحة بكأس إفريقيا .. تونس تطالب بإعادة لقاء مالي والكاف يعتبر مالي الفائز". www.goal.com. مؤرشف من الأصل في 2022-02-10. اطلع عليه بتاريخ 2022-02-10.
121. ↑  "تونس تطالب بإعادة مباراتها ضد مالي". www.alhurra.com. مؤرشف من الأصل في 2022-01-14. اطلع عليه بتاريخ 2022-02-10.
122. ↑  "بيان اللجنة المنظمة لـ توتال انرجيز كأس الأمم الأفريقية". CAFOnline.com. الاتحاد الأفريقي لكرة القدم. مؤرشف من الأصل في 2022-02-07. اطلع عليه بتاريخ 2022-02-10.
123. ↑  "حكم مباراة تونس ومالي تعرض لضربة شمس ونقل إلى المستشفى!". winwin. مؤرشف من الأصل في 2022-01-13. اطلع عليه بتاريخ 2022-01-25.
124. ↑  ""ضربة شمس" تسببت في فضيحة مباراة تونس ومالي!". www.goal.com. مؤرشف من الأصل في 2022-02-10. اطلع عليه بتاريخ 2022-02-10.
125. ↑  "نشيد موريتانيا يتسبب بمزيد من الحرج لمنظمي أمم أفريقيا (فيديو)". الشرق الأوسط. مؤرشف من الأصل في 2022-01-13. اطلع عليه بتاريخ 2022-01-25.
126. ↑  ""نشيد موريتانيا" أحدث المواقف المحرجة في كأس أمم إفريقيا". سكاي نيوز عربية. مؤرشف من الأصل في 2022-01-13. اطلع عليه بتاريخ 2022-01-25.
127. ↑  "الاتحاد الإفريقي لكرة القدم يعتذر لموريتانيا". beIN SPORTS. مؤرشف من الأصل في 2022-01-15. اطلع عليه بتاريخ 2022-02-10.
128. ↑  "الاتحاد الإفريقي لكرة القدم يعتذر لموريتانيا". RT Arabic. مؤرشف من الأصل في 2022-01-14. اطلع عليه بتاريخ 2022-02-10.
129. ↑  "جدل حول استخدام "لغة الضاد" في كأس الأمم الإفريقية". BBC News عربي. مؤرشف من الأصل في 2022-01-25. اطلع عليه بتاريخ 2022-03-19.
130. ↑  ""تلك مشكلتكم".. فيديو لحارس المغرب بونو يجيب بالعربية ويرفض الترجمة". www.alhurra.com. مؤرشف من الأصل في 2022-02-08. اطلع عليه بتاريخ 2022-03-19.
131. ↑  "قبيل انطلاق مباراة الكاميرون وجزر القمر.. تدافع جماهيري يتسبب بمقتل وجرح العشرات". سكاي نيوز عربية. مؤرشف من الأصل في 2022-01-25. اطلع عليه بتاريخ 2022-01-25.
132. ↑  "حادث تدافع بعد مباراة الكاميرون و جزر القمر : 8 قتلى و 38 جريحا". JawharaFM. مؤرشف من الأصل في 2022-01-25. اطلع عليه بتاريخ 2022-01-25.
133. ↑  "ارتفاع عدد القتلى في حادث تدافع جماهير الكاميرون إلى 8 وإصابة 50 آخرين". اليوم السابع. 25 يناير 2022. مؤرشف من الأصل في 2022-01-24. اطلع عليه بتاريخ 2022-01-25.
134. ↑  "أمم إفريقيا: 8 قتلى و50 جريحا في تدافع قبل مباراة الكاميرون وجزر القمر". فرانس 24 / France 24. 25 يناير 2022. مؤرشف من الأصل في 2022-01-25. اطلع عليه بتاريخ 2022-01-25.
135. ↑  "CAN 2022: Face à l'état de la pelouse du stade de Japoma, des rencontres relocalisées". مؤرشف من الأصل في 2022-02-19. اطلع عليه بتاريخ 2022-02-19.
136. ↑  Nanji، Gerald (30 يناير 2022). "مدرب المغرب يرفض حضور المؤتمر الصحفي بعد مباراة مصر". FilGoal.com. مؤرشف من الأصل في 2022-03-03. اطلع عليه بتاريخ 2022-03-18.
137. ↑  "فيديو.. اشتباك بين لاعبي مصر والمغرب في "غرف تغيير الملابس"". www.alhurra.com. مؤرشف من الأصل في 2022-02-12. اطلع عليه بتاريخ 2022-03-17.
138. ↑  "اشتباك بين لاعب مصري ومغربي بعد المباراة (فيديو)". مؤرشف من الأصل في 2022-02-08.
139. ↑  "البيان الإعلامي للجنة CAF للانضباط". CAFOnline.com. الاتحاد الأفريقي لكرة القدم. مؤرشف من الأصل في 2022-03-12. اطلع عليه بتاريخ 2022-03-17.
140. ↑  الخولي، أحمد (29 يناير 2022). "إلغاء مؤتمر كيروش والسولية قبل مباراة المغرب بسبب الازدحام المروري". FilGoal.com. مؤرشف من الأصل في 2022-02-25. اطلع عليه بتاريخ 2022-03-18.
141. ↑  "انضباط CAF تغرم مصر 100000 دولار لعدم احترام البروتوكولات الإعلامية الخاصة بالبطولة". CAFOnline.com. الاتحاد الأفريقي لكرة القدم. مؤرشف من الأصل في 2022-03-12. اطلع عليه بتاريخ 2022-03-18.
142. ↑  FilGoal (6 فبراير 2022). "كيروش يفتح النار: الإيقافات والغرامات؟ يعاقبون البريء لأن من فعل الأمر ذو نفوذ واسع". FilGoal.com. مؤرشف من الأصل في 2022-02-06. اطلع عليه بتاريخ 2022-03-18.
143. ↑  "البيان الإعلامي للجنة استئناف CAF". CAFOnline.com. الاتحاد الأفريقي لكرة القدم. مؤرشف من الأصل في 2022-03-17. اطلع عليه بتاريخ 2022-03-18.
144. ↑  "لجنة الاستئناف للاتحاد الافريقي لكرة القدم تلغي قرار ايقاف بوفال وشاكلا". FRMF.ma. الجامعة الملكية المغربية لكرة القدم. مؤرشف من الأصل في 2022-02-25. اطلع عليه بتاريخ 2022-03-17.
145. ↑  FilGoal (31 يناير 2022). "إيتو للاعبي الكاميرون قبل مواجهة مصر: إنها الحرب". FilGoal.com. مؤرشف من الأصل في 2022-03-07. اطلع عليه بتاريخ 2022-03-18.
146. ↑  FilGoal (1 فبراير 2022). "رد قوي من كيروش على إيتو: كرة القدم لا يمكن أن تكون حربا". FilGoal.com. مؤرشف من الأصل في 2022-02-01. اطلع عليه بتاريخ 2022-03-18.
147. ↑  المنعم، عمرو عبد (1 فبراير 2022). "تصريحات نارية من كيروش ضد إيتو: يستحق بطاقة حمراء وسنرد على الحرب بكرة القدم". FilGoal.com. مؤرشف من الأصل في 2022-03-11. اطلع عليه بتاريخ 2022-03-18.
148. ↑  FilGoal (3 فبراير 2022). "إيتو يفسر تصريحات الحرب قبل مواجهة مصر". FilGoal.com. مؤرشف من الأصل في 2022-03-21. اطلع عليه بتاريخ 2022-03-18.
149. ↑  بكر، بسام أبو (1 فبراير 2022). "اتحاد الكرة يحتج على تعيين باكاري جاساما حكما لمباراة مصر والكاميرون". FilGoal.com. مؤرشف من الأصل في 2022-03-11. اطلع عليه بتاريخ 2022-03-18.
150. ↑  "طرد كيروش في لقاء مصر والكاميرون". كووورة. 3 فبراير 2022. مؤرشف من الأصل في 2022-03-21. اطلع عليه بتاريخ 2022-03-18.
151. ↑  "رسميا.. منتخب مصر يواجه السنغال بدون كيروش". كووورة. 4 فبراير 2022. مؤرشف من الأصل في 2022-03-21. اطلع عليه بتاريخ 2022-03-18.

### بلغات أجنبية
1. ↑  "Cameroon to host 2019, Cote d'Ivoire for 2021, Guinea 2023". CAFOnline.com (بالإنجليزية). الاتحاد الأفريقي لكرة القدم. Archived from the original on 2022-02-09. Retrieved 2022-02-09.
2. 1 2  "Cote d'Ivoire agrees CAF timetable shift". CAFOnline.com (بالإنجليزية). الاتحاد الأفريقي لكرة القدم. Archived from the original on 2022-01-11. Retrieved 2022-03-12.
3. ↑  "Decisions made by the CAF Executive Committee, convened January 24th 2014" (PDF). Cafonline.com. 26 يناير 2014. مؤرشف من الأصل (PDF) في 2019-07-01.
4. ↑  "Six nations submit bids for 2019 & 2021 Afcon". www.goal.com. مؤرشف من الأصل في 2021-07-12. اطلع عليه بتاريخ 2021-08-18.
5. ↑  "Decisions made by the CAF Executive Committee, convened January 24th 2014" (PDF). الاتحاد الأفريقي لكرة القدم. 26 يناير 2014. مؤرشف (PDF) من الأصل في 2014-02-01. اطلع عليه بتاريخ 2014-01-27.
6. ↑  Cameroon to host 2019, Cote d'Ivoire for 2021, Guinea 2023 نسخة محفوظة 19 فبراير 2017 على موقع واي باك مشين.
7. ↑  "Caf name 2019, 2021 and 2023 Afcon hosts". BBC Sport (بالإنجليزية البريطانية). Archived from the original on 2021-06-07. Retrieved 2021-08-18.
8. ↑  "Hosts Cameroon lose Africa Cup of Nations". BBC Sport (بالإنجليزية البريطانية). Archived from the original on 2021-01-26. Retrieved 2021-08-18.
9. ↑  "Egypt named as hosts of 2019 Africa Cup of Nations". www.insidethegames.biz. 1546951620. مؤرشف من الأصل في 14 أبريل 2021. اطلع عليه بتاريخ 2021-08-18. {{استشهاد ويب}}: تحقق من التاريخ في: |تاريخ= (مساعدة)
10. ↑  "CAN 2019 : le pays hôte sera connu le 9 janvier". Le Monde.fr (بالفرنسية). 10 Dec 2018. Archived from the original on 2021-04-09. Retrieved 2021-08-18.
11. ↑  "Coronavirus: Caf postpones 2021 Africa Cup of Nations qualifiers indefinitely". www.goal.com. مؤرشف من الأصل في 2020-09-30. اطلع عليه بتاريخ 2021-08-18.
12. ↑  "Cameroon 2021 qualifiers resume November, Qatar 2022 set for May 2021". CAFOnline.com (بالإنجليزية). Archived from the original on 2020-09-13. Retrieved 2021-08-18.
13. ↑  Camer237 (15 Jul 2019). "The 7 Stadiums To Host Afcon 2021 Cameroon |" (بالإنجليزية الأمريكية). Archived from the original on 2021-01-28. Retrieved 2021-08-18.{{استشهاد ويب}}:  صيانة الاستشهاد: أسماء عددية: قائمة المؤلفين (link)
14. ↑  "Football: Ready or not, here we come". The Africa Report.com (بالإنجليزية الأمريكية). 3 Dec 2018. Archived from the original on 2020-09-19. Retrieved 2021-08-18.
15. 1 2  "Regulations of the Africa Cup of Nations" (PDF). الاتحاد الأفريقي لكرة القدم. مؤرشف من الأصل (PDF) في 2022-01-05.
16. ↑  "Africa Cup of Nations 2021 squads". BBC Sport (بالإنجليزية البريطانية). Archived from the original on 2022-01-13. Retrieved 2022-01-16.
17. ↑  "Umbro Toghu 2021 Africa Cup of Nations Ball Released". Footy Headlines. مؤرشف من الأصل في 2021-11-24. اطلع عليه بتاريخ 2022-01-07.
18. ↑  "TotalEnergies and CAF". TotalEnergies.com (بالإنجليزية). Archived from the original on 2022-01-07. Retrieved 2022-01-07.
19. ↑  "CAF X UMBRO". Home (بالإنجليزية). Archived from the original on 2022-01-07. Retrieved 2022-01-07.
20. ↑  "Orange holds first Pan-African football tournaments enabling youth to be actors of positive change, to tackle plastic waste, via their passion for football". Corporate (بالإنجليزية). Archived from the original on 2022-01-06. Retrieved 2022-01-07.
21. ↑  "Continental Tires - AFCON Home". eg.continental-me.com (بالإنجليزية). Archived from the original on 2022-01-07. Retrieved 2022-01-07.
22. ↑  "1xBet is the official sponsor of the 2021 Africa Cup of Nations". The Guardian Nigeria News - Nigeria and World News (بالإنجليزية الأمريكية). 30 Dec 2021. Archived from the original on 2021-12-30. Retrieved 2022-01-07.
23. ↑  "How to watch AFCON 2021 (2022) in USA and Canada - Interesting Football" (بالإنجليزية البريطانية). 6 Jan 2022. Archived from the original on 2022-01-06. Retrieved 2022-02-03.
24. ↑  "Sportklub, CAF conclude successful media rights deal for TotalEnergies Africa Cup of Nations and CAF TotalEnergies Champions League". CAFOnline.com (بالإنجليزية). Archived from the original on 2021-12-14. Retrieved 2022-02-03.
25. ↑  "TotalEnergies AFCON 2021 to be broadcast in over 150 countries as Africa's biggest event kicks off in Cameroon today". CAFOnline.com (بالإنجليزية). Archived from the original on 2022-01-13. Retrieved 2022-02-03.
26. ↑  "Africa Cup of Nations - all live on SuperSport". The South African (بen-ZA). 15 Dec 2021. Archived from the original on 2021-12-15. Retrieved 2022-01-10.{{استشهاد ويب}}:  صيانة الاستشهاد: لغة غير مدعومة (link)
27. ↑  Communities, Africa Business. "StarTimes Secures AFCON 2021 Broadcast Rights". Africa Business Communities (بالإنجليزية). Archived from the original on 2022-01-10. Retrieved 2022-01-10. {{استشهاد ويب}}: |الأول= باسم عام (help)
28. ↑  "CAN 2022: the Senegal-Egypt final will be broadcast unencrypted this Sunday on TMC". Archysport (بالإنجليزية الأمريكية). 6 Feb 2022. Archived from the original on 2022-02-07. Retrieved 2022-02-06.
29. ↑  "BeIN Sports to air TotalEnergies Africa Cup of Nations 2021 exclusively in MENA". BroadcastPro ME (بالإنجليزية الأمريكية). 6 Jan 2022. Archived from the original on 2022-01-06. Retrieved 2022-02-06.
30. ↑  "CAN 2021 vai ter transmissão no Canal 11 :: zerozero.pt". www.zerozero.pt (بالبرتغالية). Archived from the original on 2022-01-15. Retrieved 2022-02-02.
31. ↑  "Sportdigital Fussball and OneFootball acquire AFCON rights". www.sportcal.com. مؤرشف من الأصل في 2022-02-03. اطلع عليه بتاريخ 2022-02-03.
32. ↑  "Discovery bags AFCON streaming rights for Italy". Digital TV Europe (بالإنجليزية البريطانية). 2 Dec 2021. Archived from the original on 2021-12-06. Retrieved 2022-02-03.
33. ↑  "TotalEnergies Africa Cup of Nations - live on RING and VOYO.BG". bTV Media Group - bTV (بالإنجليزية). Archived from the original on 2022-01-11. Retrieved 2022-02-03.
34. ↑  "ESPN snaps up AFCON rights in the Netherlands | Featured News| News | Sportcal". www.sportcal.com. مؤرشف من الأصل في 2022-02-03. اطلع عليه بتاريخ 2022-02-03.
35. ↑  "Afrika Kupası finali TRT SPOR'da". www.trtspor.com.tr. مؤرشف من الأصل في 2022-02-07. اطلع عليه بتاريخ 2022-02-06.
36. ↑  Lebledparle.com. "Officiel : La CAF annonce que la Crtv est le diffuseur hôte de la Can 2021". www.lebledparle.com (بfr-fr). Archived from the original on 2022-01-11. Retrieved 2022-02-06.{{استشهاد ويب}}:  صيانة الاستشهاد: لغة غير مدعومة (link)

## روابط خارجية
- كأس أمم أفريقيا على Can2021.com
- كأس أمم أفريقيا على CAFonline.com